# الاحتلال الإسرائيلي للضفة الغربية

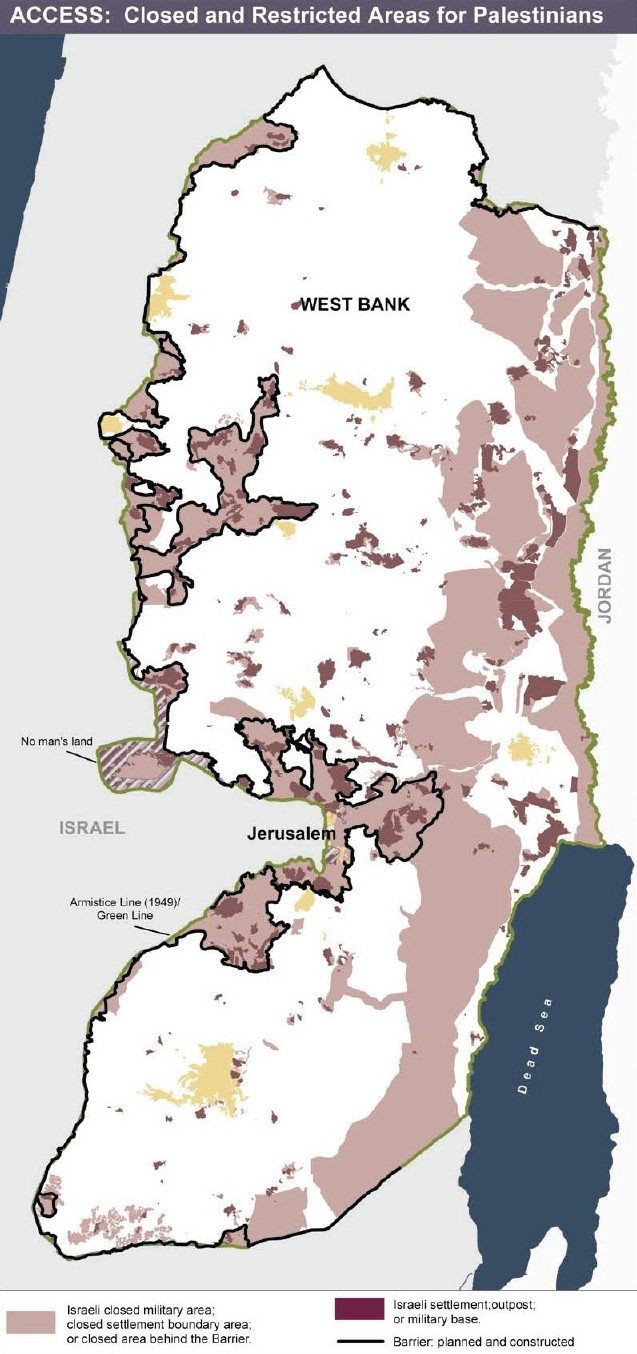
خريطة للمستوطنات والإغلاقات في الضفة الغربية في يناير 2006: الأصفر = المراكز الحضرية الفلسطينية. وردي فاتح = مناطق عسكرية مغلقة أو مناطق حدود المستوطنات أو المناطق المعزولة بواسطة جدار الفصل العنصري في الضفة الغربية ؛ الوردي الداكن = المستوطنات أو البؤر الاستيطانية أو القواعد العسكرية. الخط الأسود = مسار الجدار

الاحتلال الإسرائيلي للضفة الغربية بدأ في 7 يونيو 1967 خلال حرب الأيام الستة عندما احتلت إسرائيل الضفة الغربية، بما في ذلك القدس الشرقية، وتستمر حتى يومنا هذا. تم تأكيد وضع الضفة الغربية كأرض محتلة من قبل محكمة العدل الدولية، وباستثناء القدس الشرقية، من قبل المحكمة العليا الإسرائيلية. وجهة نظر الحكومة الإسرائيلية الرسمية هي أن قانون الاحتلال لا ينطبق ويدعي أن الأراضي «متنازع عليها». نظرًا لأنه مثال كلاسيكي على نزاع «مستعصٍ»، فقد تم اعتبار طول الاحتلال الإسرائيلي بالفعل استثنائيًا بعد عقدين وهو الآن الأطول في التاريخ الحديث. تدعي إسرائيل عدة أسباب للاحتفاظ بالضفة الغربية في نطاقها: مطالبة تستند إلى فكرة الحقوق التاريخية في هذا كوطن كما تم التأكيد عليه في إعلان بلفور؛ أسباب أمنية داخلية وخارجية؛ والقيمة الرمزية العميقة لليهود في المنطقة المحتلة.
ربما يكون الصراع الحديث الأكثر بحثًا عن كثب، هناك جدال كبير حول المصطلحات الأكثر ملاءمة، حيث تفضل المصادر الموالية لإسرائيل مجموعة واحدة من المصطلحات وتدعو السلطة الفلسطينية إلى تسمية مختلفة. تنشأ الخلافات حول تحيز الكلمات الرئيسية، وما إذا كانت وجهة النظر الإسرائيلية أو الفلسطينية تهيمن على التمثيل الإعلامي. كما أن النقاش العام حول الاحتلال موضع خلاف، خاصة في الحرم الجامعي. يشكو الطلاب اليهود المؤيدون لإسرائيل من تشويههم أو مضايقتهم، تم إلغاء بعض المحادثات المقترحة حول وجهات النظر الفلسطينية على أساس أن الجماهير قد لا تكون قادرة على تقييم المواد بموضوعية. رداً على محاولات إسكات العديد من منتقدي السياسات الإقليمية الإسرائيلية، تم الإعراب عن مخاوفهم من أن الموضوع نفسه في خطر، وأن الضغوط السياسية التي تقيد البحث والمناقشة تقوض الحرية الأكاديمية.
من بين أكثر السياسات إثارة للجدل التي تم تبنيها كجزء من احتلالها، أنشأت إسرائيل العديد من المستوطنات الإسرائيلية في جميع أنحاء الضفة الغربية، بما فيها القدس الشرقية. يعتبر المجتمع الدولي هذه المستوطنات غير قانونية بموجب القانون الدولي، رغم أن إسرائيل تعارض ذلك. لقد أكد مجلس الأمن التابع للأمم المتحدة باستمرار من جديد على أن المستوطنات في تلك المنطقة خالية من الشرعية وتشكل «انتهاكًا صارخًا للقانون الدولي»، وكان آخرها بقرار مجلس الأمن التابع للأمم المتحدة رقم 2334. وقد أدى إنشاء المستوطنات وتوسيعها المستمر إلى سياسات إسرائيلية التي يتم انتقادها كمثال على الاستعمار.
يقوم الاحتلال الإسرائيلي بممارسة أساليب السيطرة في إدارتها للاحتلال التي تشكل انتهاكات كبرى للقانون الدولي لحقوق الإنسان. يخضع المستوطنون والمدنيون الإسرائيليون الذين يسافرون عبر الضفة الغربية للقانون المدني الإسرائيلي، بينما يخضع المدنيون الفلسطينيون للقانون العسكري؛ مما يؤدي إلى مقارنة الفصل العنصري. يحتل الاحتلال العديد من النقاد في إسرائيل نفسها، حيث يرفض بعض جنود جيش الإحتلال الخدمة بسبب اعتراضهم على الاحتلال.

## لغة الصراع والتغطية في الأوساط الأكاديمية ووسائل الإعلام
وقد قيل إن تحيز المصطلحات مكتوب في ريبورتاج حول الصراع الإسرائيلي الفلسطيني، مع التعبير عن المخاوف من التلاعب اللغوي في كثير من الأحيان، حتى أن بيتر بينارت يشير إلى وجود نمط من «التزوير اللغوي وثقافة التعابير اللغوية» في أورويل. كل طرف لديه مجموعته المفضلة من الكلمات الوصفية. كلمة «احتلال»، بمجرد تحديثها، قد انزلقت عن الأنظار في ريبورتاج الولايات المتحدة السائدة، ويكاد يكون من المحرمات. وجد استطلاع لقراء الصحف البريطانية عام 2001 أن 9٪ فقط يعرفون أن إسرائيل احتلت الأراضي الفلسطينية. تخدام الدولي عن الضفة الغربية، بينما يفضل الاستخدام الإحتلال يهودا والسامرة. جيش الإحتلال «يقول» أو «يؤكد» بينما «يدعي» الفلسطينيون؛ المحتلون «مختطفون» بينما «يُقبض» على الفلسطينيين؛ بالنسبة للاحتلال، يشير العنف إلى أحداث عرضية، بالنسبة للفلسطينيين هو سمة يومية للاحتلال؛ ما يعتبره الفلسطينيون اغتيالات هو «عمليات وقائية محددة» لإسرائيل؛ ما يسميه البعض «مستعمرات» «مستوطنات» أو «أحياء» من قبل الآخرين؛ ما يسميه البعض «النزوح» للفلسطينيين هو «نزع الملكية»؛ الأعمال العسكرية للاحتلال هي «عمليات انتقامية» دفاعية عن نفسها للهجمات الفلسطينية، لكن غالبًا ما يتم حذف السياق قبل الأخير، مما يضفي هذا مصداقية على فكرة أن إسرائيل لا تبدأ العنف أبدًا وهي صاحبة الأرض.
الطريقة التي يتم بها الإبلاغ عن النزاع تتم مراقبتها وتحليلها على نطاق واسع: بالإضافة إلى الدبلوماسية العامة للإحتلال، والتي تهدف إلى مواجهة الصور السلبية للصحافة، هناك أيضًا العديد من المنظمات المؤيدة لإسرائيل، من بينها لجنة متابعة الدقة في تقارير الشرق الأوسط في أمريكا، حقائق ومنطق حول الشرق الأوسط، تقارير صادقة، مراقبة الإعلام الفلسطيني، بعثة الكناري، وتشويه رابطة مكافحة التشهير التي تزعم الكثير من التقارير الصحفية. لقد صيغ مصطلح باليوود ليشير إلى أن التغطية الفلسطينية لمحنتهم هي أخبار وهمية مزورة. جادل جون ميرشيمر وستيفن والت بأن التغطية الإعلامية للولايات المتحدة، مقارنة بالدول الأخرى، تميل بشدة لصالح الاحتلال الإسرائيلي. هذا الرأي القائل بأن وسائل الإعلام الأمريكية متحيزة ضد الفلسطينيين قد تم تحديها من قبل المؤلفين الذين استشهدوا بالبحث الذي خلص إلى أن معظم وسائل الإعلام الرئيسية انحياز «ليبرالي»، انتقاد امتد إلى المنافذ الأوروبية مثل لوموند والبي بي سي.
كانت جودة التغطية الإعلامية للنزاع العربي الإسرائيلي والبحث والمناقشات في حرم الجامعات موضوع مراقبة وبحوث مكثفة. في هذا الصدد الأخير، تقوم منظمات مثل مراقب الحرم الجامعي بالإبلاغ عن كثب وتدين ما تعتبره مواقف «معادية لإسرائيل». أكاديميون مثل سارة روي من ناحية أخرى أن «مناخ التخويف والرقابة المحيط بالصراع الإسرائيلي الفلسطيني، سواء داخل (على جميع مستويات التسلسل الهرمي للتعليم) وخارج الأكاديمية الأمريكية، هو واقع طويل الأمد». بذلت محاولات لإسكات العديد من منتقدي السياسات الإسرائيلية البارزين في المناطق، من بينهم توني جوت ونورمان فينكلستين وجوزيف مسعد ونادية أبو الحاج وويليام روبنسون. وقد أثارت هذه الصعوبات مخاوف من أن الموضوع نفسه في خطر، وأن الضغوط السياسية التي تحد من البحث والمناقشة تقوض الحرية الأكاديمية نفسها.
جادلت الدراسات الإسرائيلية الداخلية بأن التغطية الصحفية المحلية كانت تقليدية محافظة، مما يعكس الآراء المغرضة والمنحازة في كثير من الأحيان للمؤسسة السياسية والعسكرية، وقد لوحظت اتجاهات مماثلة في التقرير الصحفي الفلسطيني. جادل تامار ليبز، المدير السابق للمعهد الذكي للاتصالات في الجامعة العبرية، بأن «الصحفيين والناشرين الإسرائيليين يرون أنفسهم ممثلين داخل الحركة الصهيونية، وليس كغرباء ناقدين». فتح التوسّع الهائل للإنترنت نطاقًا واسعًا من الجدل، حيث كشفت الطب الشرعي الرقمي على الشبكات الاجتماعية من حين لآخر عن مشاكل مع عدد قليل من الصور المتداولة على نطاق واسع للفلسطينيين القتلى، ولكنها أدت أيضًا إلى ظهور ممارسي وسائل الإعلام الاجتماعية المتشددة الذين يحتفظون بالاحتيال لطبيعية الفلسطينيين وويقولون أن صور القتلى والجرحى كانت مزيفة.

## الضفة الغربية عام 1967
كان اقتصاد الاحتلال الإسرائيلي أكبر بعشرة أضعاف من اقتصاد الضفة الغربية عشية الاحتلال، لكنه شهد عامين من الركود. بلغ عدد سكان الضفة الغربية ما بين 585,500 و 803.600، وخلال الحكم الأردني كان يمثل 40 % من الناتج القومي الإجمالي للأردن، بمعدل نمو سنوي قدره 6-8%، كانت ملكية الأرض جماعية عمومًا، وساد قانون الأراضي العثماني حتى عام 1967، والتي صنفت التضاريس على أنها إما الوقف والملك والمري والمطروق والمواط - آخر ثلاثة أراضي رسمية للدولة، على الرغم من أن الأردن لم يعتبر هذه الأراضي الثلاثة الأخيرة ملكًا للدولة ولم يتم تسجيل سوى نسبة صغيرة جدًا من الضفة الغربية وفقًا للحكم الأردني.
كان التعليم أولوية قصوى في الثقافة الفلسطينية الحديثة، حيث كان 44.6% من المراهقين في الضفة الغربية في المدارس التي تتراوح أعمارهم بين 15 و 17 عامًا مقارنة ب 22.8% في إسرائيل. بلغ معدل الالتحاق في المتوسط زيادة سنوية قدرها 7 % خلال العقد السابق، وبحلول عام 1966، كان لدى الشباب الفلسطيني أعلى معدل للالتحاق بجميع البلدان العربية. مقارنة بإسرائيل، كان للضفة الغربية أساس تعليمي مناسب، بسبب الأحكام الموجودة سابقًا في النظام المدرسي الأردني والتي وفرت التعليم المجاني والإلزامي لمدة 12 عامًا. 84.4% من الإسرائيليين في الفئة العمرية 6-11 عامًا، مقارنة ب 80.5% من أطفال الضفة الغربية ذهبوا إلى المدرسة، لكن التباين انعكس على الأطفال الذين تتراوح أعمارهم بين 15 و 17 عامًا، مع 44.6% من مراهقين الضفة الغربية يترددون على المدرسة، مقارنةً بـ 22.8% من الإسرائيليين في تلك السن.

## أراضي تم الاستيلاء عليها
تبقى فلسطين الأرض العربية الوحيدة التي حرمت من الحكم العربي والدولة المستقلة. في عام 1956، صرح الزعيم الإسرائيلي ديفيد بن غوريون بأنه: «ليس للأردن حق في الوجود.. يجب أن تكون الأرض الواقعة غرب الأردن منطقة حكم ذاتي لإسرائيل». فكر أن الصهيونية تعتبر اتفاقات التقسيم مؤقتة وتطمح منذ البداية إلى دمج كل فلسطين في دولة يهودية على الأقل بعد أن عادت إلى إعلان نوايا بن غوريون في 1937-1938.
قبل حرب الأيام الستة، كان هناك اتفاق غير مكتوب بين الاحتلال الإسرائيلي والحكومة الأردنية لدعم حياد الحدود بين البلدين على طول الخط الأخضر. وفقًا للملك حسين، بعد أن ردت إسرائيل على عمليات التسلل والتخريب التي تدعمها سوريا من خلال شن هجوم في 13 نوفمبر 1966 على السموع في الضفة الغربية، وهي منطقة تديرها الأردن، تم إنهاء هذا الاتفاق الضمني. بعد أن هاجمت جيش الإحتلال الإسرائيلي مصر في الساعة 8 من صباح يوم 5 يونيو 1967، رد الأردن بقصف الأهداف الإسرائيلية في القدس الغربية، والمستوطنات على طول الحدود، ثم بعد تجاهل التحذير الإسرائيلي، من خلال مهاجمة المطارات الإسرائيلية في رمات ديفيد وكفر سيركين، وكذلك نتانيا. رداً على ذلك، استولى جيش الاحتلال الإسرائيلي في حملة سريعة على القدس الشرقية، وبعد أنباء عن أن الملك حسين أمر قواته بالانسحاب عبر الأردن، استولى على الضفة الغربية بأكملها ظهر يوم 8 يونيو.
طردت إسرائيل الكثير من الناس من المناطق التي احتلتها، بدءًا من حوالي 12000 شخص تم اعتقالهم في اليوم الأول في قرى أمواس ويالو وبيت نوبا في لطرون سالنت وأمرهم الجيش الإسرائيلي بالنفى شرقًا. ثم تم تفجير القرى الثلاث، وفي غضون عامين تم تخطيط المنطقة كمنطقة ترفيهية تسمى الآن كندا بارك. فر عشرات الآلاف من الفلسطينيين إلى الأردن من مخيمات اللاجئين في عقبة جابر وعين السلطان بعد أن قصفت إسرائيل المخيمات. يقدر العدد الإجمالي للفلسطينيين الذين شردتهم تلك الحرب عمومًا بحوالي 280000 إلى 225000، وقد قدّر أن حوالي 120-170000 لاجئ لمرتين، وقد نزحوا في وقت سابق خلال حرب 1948. يتراوح عدد الذين غادروا الضفة الغربية نتيجة للحرب ما بين 100000 إلى 400000 شخص، منهم 50000 إلى 200000 يعيشون في وادي الأردن.

### الإدارة العسكرية والمدنية
خلال حرب 1967، عين الاحتلال الإسرائيلي حاكمًا عسكريًا لحكم الضفة الغربية، مع الاحتفاظ بالاحتفاظ بالقانون الأردني باستثناء الحالات التي تتعارض فيها مع حقوقه كقوة احتلال محاربة. من عام 1967 إلى عام 2014، أصدرت الإدارة الاحتلال الإسرائيلية أكثر من 1680 أمرًا عسكريًا بخصوص الضفة الغربية. يؤكد الأردن أن بعض القوانين التي تم الإبقاء عليها ظاهريًا من قانونها، والناشئ عن أنظمة الدفاع الإلزامي (الطوارئ) لعام 1945، قد تم إلغاؤها بالفعل، وكانت غير صالحة لأنها تتعارض مع اتفاقية جنيف الرابعة لعام 1949. كان الحكم العسكري الإسرائيلي تم حله في عام 1981، وفي مكانه أنشأ الجيش الإسرائيلي الإدارة المدنية الإسرائيلية. ينص الأمر العسكري المنشئ للإدارة المدنية الإسرائيلية، الأمر العسكري 947، على أن «الإدارة المدنية ستدير الشؤون المدنية. فيما يتعلق برفاهية السكان ومصلحتهم». يجادل ميرون بنفينستي بأن هذا الانتقال يمثل تحول الاحتلال من نظام مؤقت إلى نظام دائم.
أشرف جيش الاحتلال عن كثب على الانتخابات في الأندية المحلية أو الجمعيات التعاونية أو المنظمات الخيرية. مُنع محامو الضفة الغربية لأسباب أمنية من تنظيم نقابة محامين باحتراف. حُرم الفلسطينيون من التمثيل السياسي المباشر بعد عام 1976، وبدلاً من ذلك، تم تقديم تحالف القرى (روابيت القرى)، وتم تزويدها من قبل الاحتلال الإسرائيلي بالأسلحة والميليشيات. كانت هذه التحالفات قصيرة العمر: فقد اعتبرها اللواء بنيامين بن اليعازر من التشويش ومتعاونين من قبل السكان المحليين، وتم تجنيدهم من أشخاص كانوا كسولين أو لديهم خلفيات إجرامية. مع اتفاقات أوسلو، تفاوضت الاحتلال الاإسرائيلي مع منظمة التحرير الفلسطينية على اتفاق مؤقت ترك هذا الأخير بعض الحكم الذاتي في المنطقة أ، ونظام مختلط للمنطقة ب، والإدارة الإسرائيلية الكاملة لأكبر منطقة، المنطقة ج. يحتفظ الاحتلال الإسرائيلي بحقها في العمل عسكريا في المناطق الثلاث، لكن القضايا الأمنية لها بعد ثنائي دفع عددًا من النقاد إلى المجادلة بأن السلطة الوطنية الفلسطينية قد أصبحت بالفعل المتعاقد من الباطن مع إسرائيل في الاحتلال. وفقًا لتحليل أجراه مركز الفكر الإسرائيلي مولاد عام 2017، ينتشر الاحتلال الإسرائيلي إسرائيل من 50% إلى 75% من قوات جيش الإحتلال الإسرائيلي النشطة في الضفة الغربية، بينما يتعامل ثلثها فقط مع الدول العربية وإيران وحزب الله وحماس والتهديدات الخارجية الأخرى 80% من السابق يدافعون عن المستوطنات، بينما 20% يعالجون التهديدات الأمنية مثل الإرهاب.

## المناطق
مدد الاحتلال الاسرائيلي سلطته القضائية على القدس الشرقية في 28 يونيو 1967، مما يشير داخليا إلى أنه تم ضمها مع التأكيد في الخارج على أنها مجرد خطوة إدارية لتوفير الخدمات للسكان. واعتبر مجلس الأمن التابع للأمم المتحدة هذه الخطوة «لاغية وباطلة». تم حل المجلس العربي المنتخب، وتم نقل عدد من الخدمات التي تقدمها الشركات الفلسطينية إلى منافسيها من الاحتلال الاسرائيلي. تم تحديد نسبة السكان في هذه القدس الموحدة على أن 76% من اليهود و 24% من العرب، وتم منح المستوطنين الإسرائيليين اليهود إعفاء ضريبي لمدة 5 سنوات، ولم يتم تطبيقه على المقدسيين الفلسطينيين، الذين تم وضعهم في شريحة ضريبة دخل مرتفعة، ودفعت لهم للحصول على 26% من خدمات البلدية في حين تلقي 5% من الفوائد. كانت المناطق الفلسطينية محاطة بتطورات جديدة في البلدة اليهودية التي تم الاستيلاء عليها من المقدسيين مما أدى إلى إغلاقها فعليًا عن التوسع، وكانت الخدمات المقدمة إلى هذه الأخيرة منخفضة حتى بعد عقود من الزمن، تركت البنية التحتية الأساسية في إهمال، مع نقص المدارس وعدم كفاية الصرف الصحي والتخلص من القمامة. بحلول عام 2017، كان 370,000 يعيشون في المناطق العربية المكتظة، يعيشون تحت قيود صارمة على حركتهم اليومية وتجارتهم. ذكر أحد تقارير عام 2012 أن تأثير السياسات الإسرائيلية هو أنه وسط المستوطنات اليهودية الحديثة المزدهرة، سمح للقطاع العربي بالتحلل إلى حي فقير حيث ازدهر المجرمون، وكثير منهم من المتعاونين. في عام 2018، تم الإعلان عن تدابير تشريعية لتجريد 12000 فلسطيني آخر من حقهم في العيش في القدس الشرقية.
تعرض سياسات الاحتلال الاسرائيلي المتعلقة باستخدام الأراضي في بقية الضفة الغربية ثلاثة جوانب متشابكة، وكلها مصممة حول مشروع لتهويد الأراضي الفلسطينية. تتمثل هذه السياسات في (أ) التخطيط لاستخدام الأراضي (ب) مصادرة الأراضي و (ج) بناء المستوطنات.

### المنطقة ج

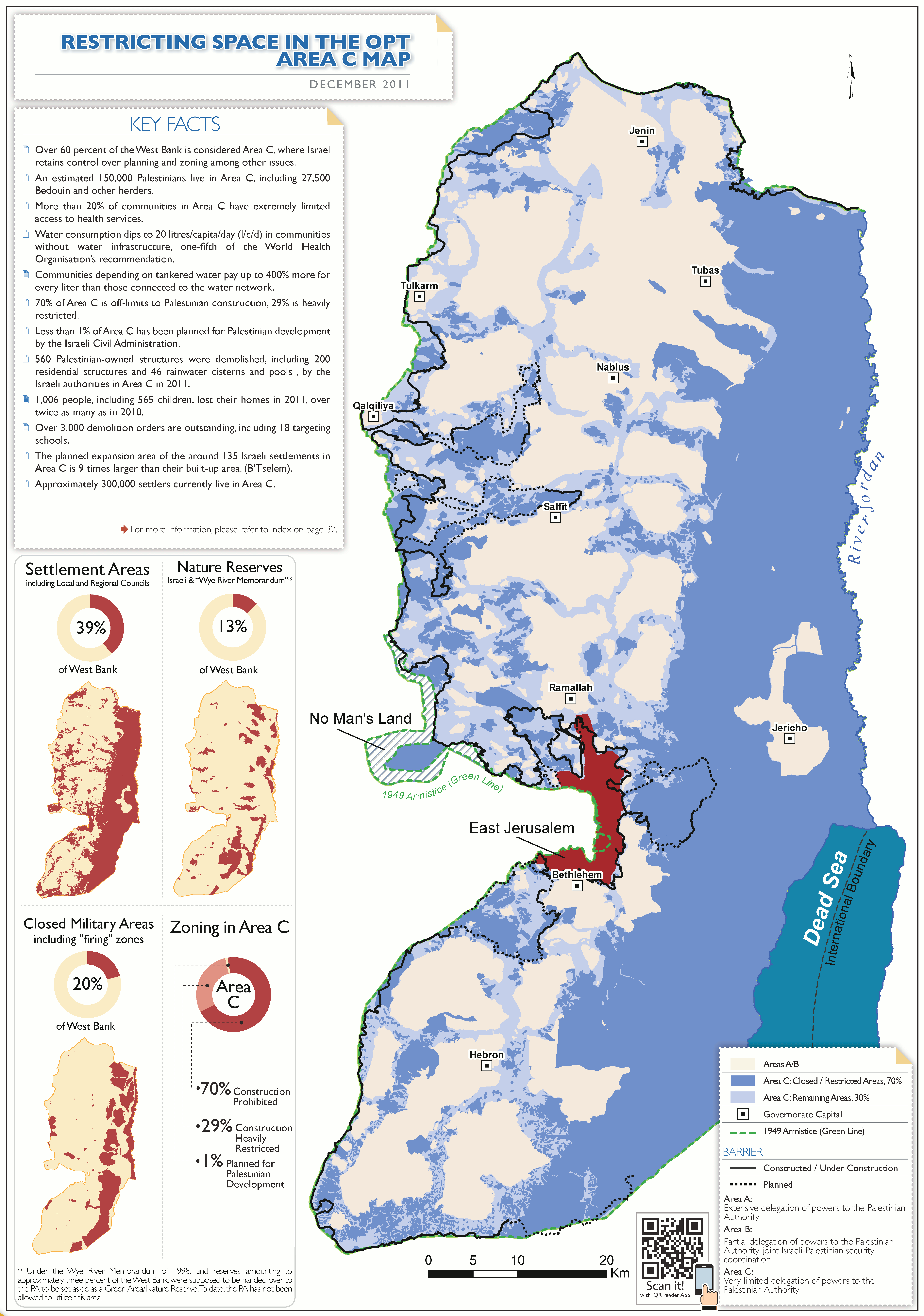
منطقة ج، القدس باللون الأحمر

تنص «خطابات أوسلو الاعتراف المتبادل» المصاحبة لـ «إعلان المبادئ بين الاحتلال الاسرائيلي ومنظمة التحرير الفلسطينية بشأن ترتيبات الحكم الذاتي المؤقت»، الموقَّع في واشنطن في 13 سبتمبر 1993، على فترة انتقالية لا تتجاوز خمس سنوات من الحكم الذاتي الفلسطيني المؤقت الحكومة في قطاع غزة والضفة الغربية. يزعم المنتقدون الرئيسيون لهذه الترتيبات، التي يرأسها رجا شحادة، أن منظمة التحرير الفلسطينية كانت لديها اهتمام أو كفاءة نادرة في الآثار القانونية لما كانت عليه.
تنازلت اتفاقات أوسلو عن السيطرة الاسمية على جزء صغير من الضفة الغربية للسلطة فلسطينية، مع تقسيم مؤقت للأرض، باستثناء القدس الشرقية، إلى 3 مناطق: المنطقة أ (18% من الأراضي، 55% من السكان)، المنطقة ب (20 % من الأراضي، 41 % من السكان)، والمنطقة ج (62 % من الأراضي، و 5.8% من السكان). لم تستكمل إسرائيل أبدًا التعهد فيما يتعلق بالمنطقة «ج» بنقل المناطق والتخطيط من الاحتلال الإسرائيلي إلى السلطات الفلسطينية في غضون خمس سنوات، وظلت جميع الوظائف الإدارية في أيديها. من الناحية التكتيكية، قلل الاتفاق مشكلة الاحتلال الإسرائيلي من خلال المظاهرات واسعة النطاق، حيث تم تجزئة مناطق السيطرة للسلطة الفلسطينية في 165 جزيرة تحتوي على 90% من السكان الفلسطينيين، وكلها محاطة بـ 60% من الضفة الغربية حيث تم منع السلطة الفلسطينية من المغامرة. أعادت إسرائيل في عام 2000 تأكيد حقها في الدخول، وفقًا «للاحتياجات التشغيلية»، المنطقة «أ» التي يعيش فيها معظم الفلسطينيين في الضفة الغربية والتي تخضع رسميًا لإدارة السلطة الفلسطينية، مما يعني أنهم ما زالوا يسيطرون بشكل فعال على جميع الضفة الغربية بما في ذلك المناطق الخاضعة لسلطة السلطة الفلسطينية.
وفقًا لمقرر الأمم المتحدة الخاص لحقوق الإنسان في الأراضي الفلسطينية، مايكل لينك، فإن السياسات التي يطبقها الإحتلا الإسرائيلي تشير إلى نية ضم المنطقة ج بالكامل التي تضم 86% من المحميات الطبيعية، 91% من الغابات، 48% من الغابات. الآبار و 37 % من الينابيع في الضفة الغربية.

## الأثر الاقتصادي المبكر للاحتلال
وضع الاحتلال المبكر قيودًا صارمة على الاستثمار العام وبرامج التنمية الشاملة في المناطق. تم إغلاق البنوك التجارية البريطانية والعربية العاملة في الضفة الغربية بعد فترة وجيزة من تولي الإحتلال الإسرائيلي السلطة. ثم فتح بنك ليومي تسعة فروع، دون استبدال النظام السابق بنجاح. يمكن أن يحصل المزارعون على قروض، لكن رجال الأعمال الفلسطينيين تجنّبوا الحصول على قروض منها، حيث دفعوا 9% مقارنة بفائدة 5% في الأردن. أدت مصادرة الأراضي إلى عمالة ريفية تبحث عن عمل، حتى لو كانت ضارة للاحتلال، مما تسبب في ندرة اليد العاملة في الضفة الغربية، وكانت تحويلاتهم المالية هي العامل الرئيسي في النمو الاقتصادي الفلسطيني خلال سنوات الطفرة 1969-1973.
ينص نظام الترخيص للاحتلال على أنه لا يمكن بناء أي مصنع صناعي دون الحصول على تصريح من قبل الاحتلال مسبق، مرتبط في كثير من الأحيان بمخاوف أمنية. مُنع رواد الأعمال من الحصول على تصريح لإنشاء مصنع للأسمنت في الخليل، وتم حظر إنتاج البطيخ، وحظر استيراد العنب والتمر، لحماية المزارعين الإسرائيليين، وتم وضع قيود على عدد الخيارات والطماطم التي يمكن إنتاجها. مارس منتجو الألبان الإسرائيليون ضغوطاً على وزارة الصناعة والتجارة لوقف إنشاء مصنع للألبان في رام الله. يقول إيان لوستيك أن إسرائيل «منعت فعليًا» الاستثمار الفلسطيني في الصناعة والزراعة المحلية. بعد عقدين من الزمان، جاءت 90% من واردات الضفة الغربية من المنطقة المحتلة، حيث يدفع المستهلكون أكثر مما يدفعون مقابل منتجات مماثلة لو كانوا قادرين على ممارسة الاستقلال التجاري.

### آليات الاستيلاء على الأراضي
في عام 1968، أوقف أمر عسكري محاولات الفلسطينيين لتسجيل أراضيهم، بينما سمح للاحتلال بتسجيل مناطق كأرض تابعة للدولة مع خادمها الخاص بممتلكات العدو. من عام 1967 إلى عام 1983، صادر الإحتلال أكثر من 52 % من الضفة الغربية، ومعظم أراضيها الزراعية الرئيسية، وعشية اتفاقات أوسلو عام 1993، كانت هذه المصادرات تشمل أكثر من ثلاثة أرباع المنطقة. تم وضع الآليات التي استولت عليها إسرائيل على أراضي الضفة الغربية في عمل تفصيلي أجرته بتسيلم في عام 2002. وقد تم تأكيد العديد من الممارسات المحددة هناك في تقرير ساسون الرسمي لعام 2005، والذي ركز على الإعانات الحكومية ودعم إنشاء البؤر الاستيطانية الإسرائيلية الغير القانونية في معرفة مخالفة قوانين إسرائيل. وما زال مصادرة الأراضي في الضفة الغربية حتى وقتنا الحاضر.
ينص القانون الدولي على أنه يجوز للجيش الاستيلاء المؤقت على الأراضي المحتلة، ولكن لا يصادرها. من 1957 إلى 1976، استولى جيش الإحتلال مرارًا على ممتلكات فلسطينية خاصة على أساس الضرورة العسكرية، فقط لتسليمها للمستوطنات اليهودية، مثل ماتيتياهو، نفيه تسوف، ريمونيم، بيت إيل، كوخاف هشهار، ألون شفوت،أليعازر، إفرات، هار جيلو، مجدال عوز، جيتيت، ييتاف، كريات أربع. هذه الممارسة، بعد استئناف الفلسطينيين تم حظرها من قبل المحكمة العليا في قضية آلون موريه (1979). بعد ذلك، قانون الأراضي العثماني لعام 1858 الذي مكن السيادة من الاستيلاء على أنواع معينة من الأراضي، على الرغم من أن الكثير من الأراضي الخاصة لم يتم تسجيلها لتجنب الضرائب أو الخدمة العسكرية مع العثمانيين. ثالثًا، تم اعتبار الأراضي التي تم التخلي عنها مؤقتًا خلال عام 1967 ممتلكات غائبة خضعت للوصاية، لكن بما أن الاحتلال لا يسمح للاجئين بالعودة. إذا تم تقديم مطالبة، ولكن قام أمين الحفظ ببيعها إلى مجموعة من المستوطنين في هذه الأثناء، لا يمكن إلغاء البيع حتى لو كان غير صالح. رابعاً، تتطلب الأراضي المصادرة للاحتياجات العامة بموجب القانون الأردني إخطاراً ووقتاً للاستئناف وموافقة ملكية. عدل الاحتلال هذا عن طريق تفويض السلطة إلى القادة العسكريين الإقليميين، وعن طريق إلغاء شرط نشر نية المصادرة في الجريدة الرسمية. ولم تعد الطعون تُعنى بالمحاكم المحلية بل في نظام المحاكم العسكرية. أخيرًا، كانت مبيعات الأراضي تخضع لقيود شديدة، باستثناء عمليات الشراء من قبل الصندوق القومي اليهودي. يعتبر الفلسطينيون بيعهم لليهود خيانة، لذلك تم تغيير القانون لتمكين المشترين اليهود من حجب تسجيل الممتلكات المكتسبة من الفلسطينيين لمدة 15 عامًا. ازدهرت العديد من الممارسات الاحتيالية في هذا الصدد حتى تم إيقافها رسميًا بموجب القانون في عام 1985.
وقدر أحد التقديرات أن كمية الممتلكات الإسلامية غير القابلة للتصرف والمخصصة للأغراض التقديرية التي صادرها الإحتلال بأكثر من 600000 دونم.

## الإستيطان

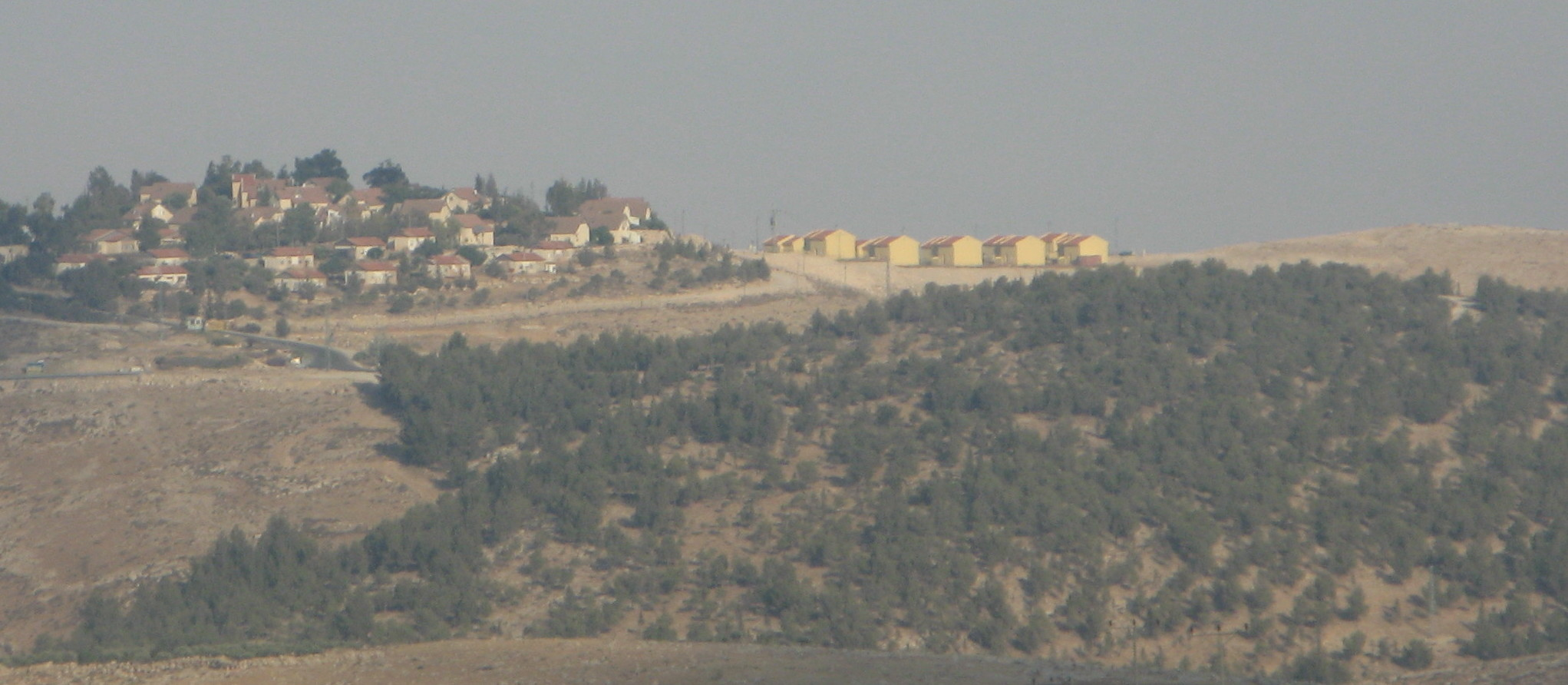
مستوطنة الكرمل، هار الخليل

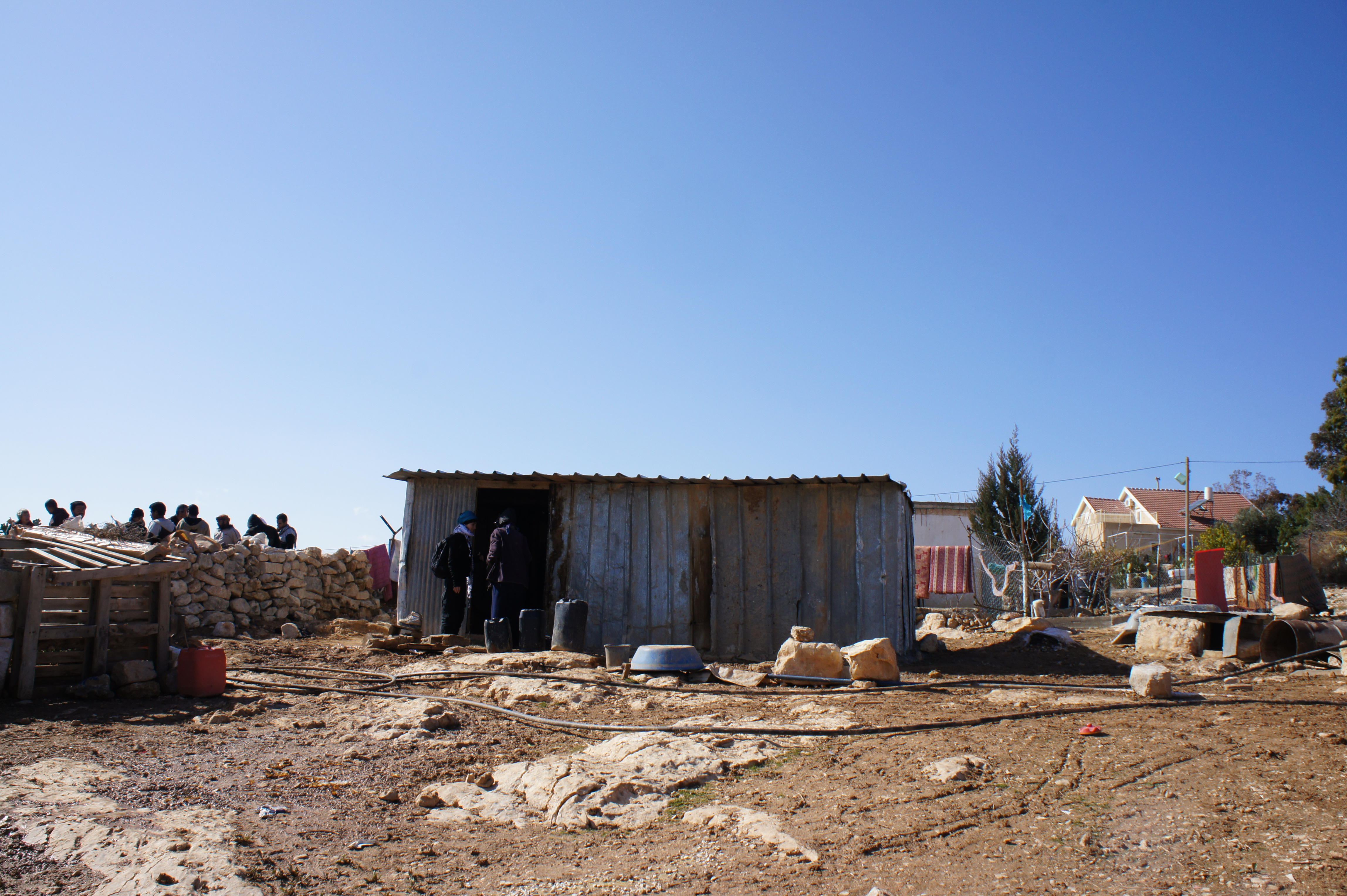
قرية أم الخير الفلسطينية قرب الكرمل

نظر أرييل شارون إلى الوظيفة الأساسية المتمثلة في تسوية الضفة الغربية على أنها استبعاد إمكانية قيام دولة فلسطينية، وكان هدفه في الترويج لحرب لبنان عام 1982 هو ضمان السيطرة الدائمة على فلسطين. اعتبارًا من عام 2017، باستثناء القدس الشرقية، استقر 382,916 محتل في الضفة الغربية، و 40% (حوالي 170,000 في 106 مستوطنات أخرى) يعيشون خارج الكتل الاستيطانية الرئيسية، حيث يقيم 214,000.
غالبًا ما لوحظت استمرارية بين عمليات السياسة الواقعية التي تحكم إنشاء الإحتلال والممارسات المتبعة فيما يتعلق بالضفة الغربية. وقد شبّه العديد من المحللين هذه العملية بالتسييج - «إنشاء مساحات يهودية إقصائية على الساحة الفلسطينية» كونها وريثًا للاستيلاء الإنجليزي على الأراضي المشتركة وتحويلها إلى استخدام خاص - أو لتحويل الأرض الأمريكية الهندية إلى «ملكية بيضاء».
حدد مناحيم أوسيشكين السياسة للاحتلال المبكرة لتخصيص الأراضي في عام 1904، وإلى جانب المبيعات الطوعية، تنبأ بالحاجة أيضًا إلى الاستيلاء على الأراضي بالحرب وإجبار البيع عن طريق المصادرة عن طريق السلطة الحاكمة. وقد سميت هذه الممارسة «الاستعمار»، وهي الكلمة التي، منذ عام 1967 تم استبدالها بكلمة «التسوية».
كان الأسلوب الذي تم تطويره على مدار عقود من الاستيطان المبكر هو أسلوب الانتشار التدريجي، حيث أقام البؤر الاستيطانية الأمامية، وهو نمط يتكرر في الضفة الغربية بعد عام 1967. لخص اقتباس نسبه جوزيف ترومبلدور المنطق الصهيوني: «أينما يحرث اليهود محراثه الأخير، هذا هو المكان الذي ستعمل الحدود فيه». مبدأ هذا التأسيس البطيء المطرد لـ «حقائق على الأرض» قبل أن يدرك الخصم ما يجري، يُعرف بالعامية باسم «الدنم بعد الدنم، الماعز بعد الماعز». كان النموذج المطبق على الضفة الغربية هو ذلك المستخدم لتهويد الجليل، والذي يتكون من إقامة نمط متقلب من المستوطنات ليس حول القرى الفلسطينية فحسب بل بينها. بالإضافة إلى المستوطنات التي يعتبرونها قانونية، تحت رعاية الحكومة، يوجد حوالي 90 موقعًا للاحتلال فقط عام 2013، تم إنشاؤها بواسطة مبادرات مستوطنين خاصة، رغم أنها غير قانونية حتى من ناحية الاحتلال، يتم الدفاع عنها بواسطة جيش الإحتلال. من منتصف التسعينيات إلى عام 2015، تم تمويل العديد من هذه المشاريع، مثل أمونا وأفيري ران وجيفوت أولام ومعاليه رحبعام - الأخيرة على 50 دونم من الأراضي الفلسطينية الخاصة - بشكل مباشر، وفقًا لصحيفة هاآرتس، بتمويل مباشر المنظمة الإحتلال العالمية من خلال أموال دافعي الضرائب من المحتلين، لأن دخلها التقريبي 140 مليون دولار يأتي من الإحتلال وتستثمر في الغالب في المستوطنات في الضفة الغربية.
أول موقع تم اختياره للمستوطنة كان غوش عتصيون، على مساحة 75 فدانًا كان يعمل بها لاجئون فلسطينيون. كانت حنَان بورات ملهم، حيث كان ينوي تطوير المستوطنة من أجل تطبيق عملي للصهيونية الراديكالية للحاخام زفي يهودا كوك، الذي مارس والده إبراهيم إسحاق كوك، وهو مرزاق هراف، خصوصًا، تأثيرًا كبيرًا على سياسات الاحتلال المتعلقة بالضفة الغربية. وفقًا لإيال بنفينيستي، فإن الحكم الصادر عن قاضي المحكمة العليا موشيه لانداو عام 1972، والذي وقف إلى جانب قرار قائد عسكري بتخصيص إمدادات الكهرباء في منطقة الخليل لشركة كهرباء الإحتلال بدلاً من شركة فلسطينية، كان لإثبات محوري لتشجيع مشروع الاستيطان، لأنه وضع الأخير تحت سلطة السلطات العسكرية.
خلال العقد الأول من الإحتلال، عندما استولى حزب العمل على السلطة، تركزت المستوطنات على بناء حلقة من «القلاع السكنية» حول السكان الفلسطينيين في القدس وفي وادي الأردن. وفقًا لإبراهيم مطر، كان الهدف من هذه الاستراتيجية الاستعمارية حول القدس هو وقف ومنع توسع السكان الفلسطينيين، وتحفيز الهجرة الفلسطينية عن طريق إحساس الفلسطينيين بالإحساس بالعيش في الحي اليهودي.
بين عامي 1967 و 1977، كانت المستوطنات صغيرة الحجم حيث بلغ مجموع نقل 3200 محتل إلى الضفة الغربية. بحلول نهاية ولاية حزب العمل في عام 1977، كان 4500 محتل قد أقاموا أنفسهم في 30 مستوطنة بالضفة الغربية وحوالي 50000 في مستوطنات بالقدس الشرقية. كان ذلك مع صعود حزب الليكود مناحيم بيغن إلى السلطة، بقيادة «لاهوت الاحتلال الكبرى» في ذلك العام، مما أدى إلى توسيع تدريجي لهذه المشاريع، وتميز في نظر أورين يفتشيل ذروة المشروع العرقي للاحتلال مع الضفة الغربية لتصبح «حجر الأساس للهوية الوطنية اليهودية». لقد حدث تغيير في التركيز الإقليمي، حيث يتم الآن تعزيز المستوطنات في قلب التوراة في الضفة الغربية بجوار المراكز السكانية الفلسطينية. دعوت الخطة الرئيسية لمنصة الليكود، التي ما زالت دون تغيير إلى الضم الفوري للضفة الغربية. إذا كانت الحسابات الأمنية قد أثرت على المستوطنات الصغيرة نسبيًا التي قدمها حزب العمل، فقد أدى إعادة تأكيد حزب ليكود عام 1981 إلى التصعيد السريع للمستوطنات كبرنامج ديني وطني.
تم حظر الصحافة الفلسطينية المحلية من قبل المراقبين العسكريين في الوقت نفسه من الإبلاغ عن أي أخبار حول المستوطنات أو المصادرة أو الإجراءات القانونية المتخذة لمنعهم. بحلول عام 1983، بلغ عدد المستوطنين في الضفة الغربية 28400. تم تقديم حوافز تتألف من إعانات حكومية للرهن العقاري والإسكان، وحوافز ضريبية، ومنح تجارية، وتعليم مجاني، ومشاريع البنية التحتية، والدفاع. بعد اتفاقات أوسلو حتى عام 2002، تضاعف عدد المستوطنين.
في عام 1972، كان عدد المستوطنين في المنطقة ج 1200، وفي عام 1993 كان 110,000، وفي عام 2010 كان 310,000 (باستثناء القدس الشرقية). قبل عام 1967، كان هناك ما بين 200,000 و 320,000 فلسطيني في وادي الأردن، الذي يغطي إلى جانب شمال البحر الميت، 30% من الضفة الغربية ويشكل «احتياطي الأرض الأكثر أهمية» للفلسطينيين، 85% منهم ممنوعون من الدخول ذلك. بحلول عام 2011، تم إنشاء 37 مستوطنة بين 64,451 فلسطينيًا (يشكلون 29 مجتمعًا) يعيش 70% منهم في المنطقة أ في أريحا. وفقًا لأريج، بحلول عام 2015، حصلت 3 فقط من 291 مجتمعًا فلسطينيًا في المنطقة ج على موافقة بناء من الاحتلال (على مساحة 5.7 هكتار فقط)، وأي بناء خارج المبنى كان عرضة للهدم. في تلك السنة، صادر الاحتلال مساحة تبلغ 41,949 هكتاراً، وهدمت 482 منزلاً - نزحت 2.450 شخص - اقتلعت 13000 شجرة، وتعرض الفلسطينيين وممتلكاتهم للهجوم في حوالي 898 مناسبة مميزة. شكلت المستوطنات 6% من الأراضي، في حين تم إعلان المناطق العسكرية أكثر من 29%.
من عام 1967 إلى عام 2003، ساعد الاحتلال في نقل حوالي 230,000 يهودي إلى 145 مستوطنة بالضفة الغربية وقطاع غزة ونحو 110 مواقع استيطانية. بحلول عام 2016، وجد حوالي 42% من القوى العاملة في المستوطنات (55,440) وظيفة في تلك المستوطنات. سيطر المتطرفون الأرثوذكس على العملية منذ البداية: من عام 2003 إلى عام 2007 وحده، ارتفع عدد سكان بيتار عيليت، الذين تم تسهيل بنائهم من خلال مصادرة 1500 دونم من أراضي مزرعة نعلين، بنسبة 40%، في حين أن موديعين عيليت، التي بنيت على زادت أراضي القرية الفلسطينية في نعلين، خرباتا، صفا، بلعين ودير قديس بنسبة 55%.
تنبع غالبية الزراعة للاحتلال في الضفة الغربية من العقود المبرمة مع منظمة الإحتلال العالمية والتي تتجاوز العقود المباشرة مع مفوض تنظيم الأراضي، وتم منح الكثير منهم لاستخدام الأراضي الفلسطينية الخاصة. بموجب قانون التسوية لعام 2017، أقر الاحتلال بأثر رجعي استيلاء المستوطنين على آلاف الهكتارات من الأراضي الفلسطينية المملوكة ملكية خاصة ونحو 4500 منزل قام المستوطنون ببنائها دون الحصول على تصاريح رسمية. بحلول ذلك العام، العقد الخامس من الاحتلال، تمكن الإحتلال من إنشاء (2017) 237 مستوطنة، تضم حوالي 580.000 مستوطن.
كانت إحدى التقنيات المستخدمة في إنشاء المستوطنات هي إقامة معسكر شبه عسكري لأفراد الجيش لاستخدامهم في التدريب الزراعي والعسكري للجنود. ثم تحولت ببطء إلى مستوطنات مدنية، غالبًا دون موافقة رسمية. هذا يمكن تبريره باعتباره قانونيا لأنهم كانوا في البداية قواعد جيش الإحتلال بدون مدنيين. أسلوب آخر كان لجعل الأرض غير صالحة للاستعمال في الوقت الحالي. جيتيت على سبيل المثال تم تأسيسها بإغلاق 5000 دونم من أراضي قرية عقربا ثم رشها بمواد إزالة الأوراق.
في بعض الأحيان، يتم الترحيب بإقامة المستوطنات كتدبير لمعاقبة الفلسطينيين جماعياً، كرد فعل على قتل فلسطيني لمستوطن، أو رداً على منح الأمم المتحدة صفة مراقب غير عضو للدولة الفلسطينية، وضع خطط لبناء 3,000 منزل للمستوطنين في الضفة الغربية. تدفع الدوافع الاقتصادية أيضًا إلى التسوية: إذا قام أحدهم ببيع 50-60 متر مربع. شقة في القدس، يمكن للمرء شراء بأقل من عائدات البيع شقة أكبر ثلاث مرات في مستوطنات مثل معاليه أدوميم. تشبه أحد الاستعارات المبكرة توسيع المستوطنات بشجرة الباوباب في الأمير الصغير، الذي تتجذر بذوره ويغطي الكوكب بأكمله في النهاية. بحلول أوائل الثمانينيات، خلص العديد من المراقبين الرسميين، من بينهم إيال بنفينستي، إلى أن التوسع الاستيطاني كان قريبًا من نقطة اللاعودة من الضم الكلي. تم وصف الانطباع الأيسر من المشهد كما يلي:
تشكل المستوطنات الإسرائيلية واحة من الطبقة الوسطى العليا من العشب الأخضر ومراكز التسوق وحمامات السباحة وسط الصحراء المفتوحة وجيوب مخيمات اللاجئين الفلسطينيين والقرى والبلدات التي لا تتوافر فيها المياه.
يتصدر المواطنون الأمريكيون الشتات في الانتقال إلى مستوطنات الضفة الغربية، حيث ذكر 12% أن الخيار الأول للإقامة هو «يهودا والسامرة». أنها تشكل الآن كتلة الغالبة وعدد يقدر بنحو 60,000.

### الوضع القانوني
قبل الشروع في التسوية، طلبت الحكومة المشورة القانونية من الخبير المقيم في القانون الدولي، ثيودور ميرون. وقد نصت المذكرة السرية العليا التي أصدرها بشكل قاطع على أن الحظر المفروض على أي نزوح للسكان من هذا القبيل كان قرارًا قاطعًا، وأن «الاستيطان المدني في المناطق الخاضعة للإدارة يتعارض مع الأحكام الصريحة الواردة في اتفاقية جنيف الرابعة». مما يشير إلى أن رئيس الوزراء ليفي إشكول كان مدركًا لذلك أن الترويج للمستوطنات في الضفة الغربية سيكون غير قانوني. منذ ذلك الحين، رفض المجتمع الدولي عدم رغبة الإحتلال في قبول تطبيق اتفاقيات جنيف على المناطق التي تحتلها، حيث قال معظمهم إن جميع الدول ملزمة بالالتزام بها. يتحدى الاحتلال وحده هذه الفرضية، بحجة أن الضفة الغربية وقطاع غزة «مناطق متنازع عليها»، وأن الاتفاقيات لا تنطبق لأن هذه الأراضي لا تشكل جزءًا من أراضي دولة أخرى ذات سيادة، وأن نقل اليهود إلى مناطق مثل الضفة الغربية ليس عملاً حكومياً، بل حركة تطوعية من جانب الشعب اليهودي الإسرائيلي، لا يتصرف بالإكراه، وهو موقف يعارضه يورام دينشتاين.
قررت محكمة العدل الدولية أيضًا أن المستوطنات في الضفة الغربية قد تم إنشاؤها بما يخالف القانون الدولي في فتواها الصادرة عام 2004 بشأن جدار الفصل العنصري الضفة الغربية. في عام 1980، رفض الاحتلال التوقيع على اتفاقية فيينا لقانون المعاهدات التي تلزم القوانين الوطنية بإفساح المجال أمام القانون الدولي عندما يتعارض النزاعان، وتنظم المستوطنات من حيث قوانينها، بدلاً من أي إجبار على احترام التزاماتها بموجب المعاهدة والقول إن جميع هيئات الأمم المتحدة ذات الصلة التي تفصل في الأمر «معاداة للصهيونية ومعاداة للسامية».

### عنف المستوطنين

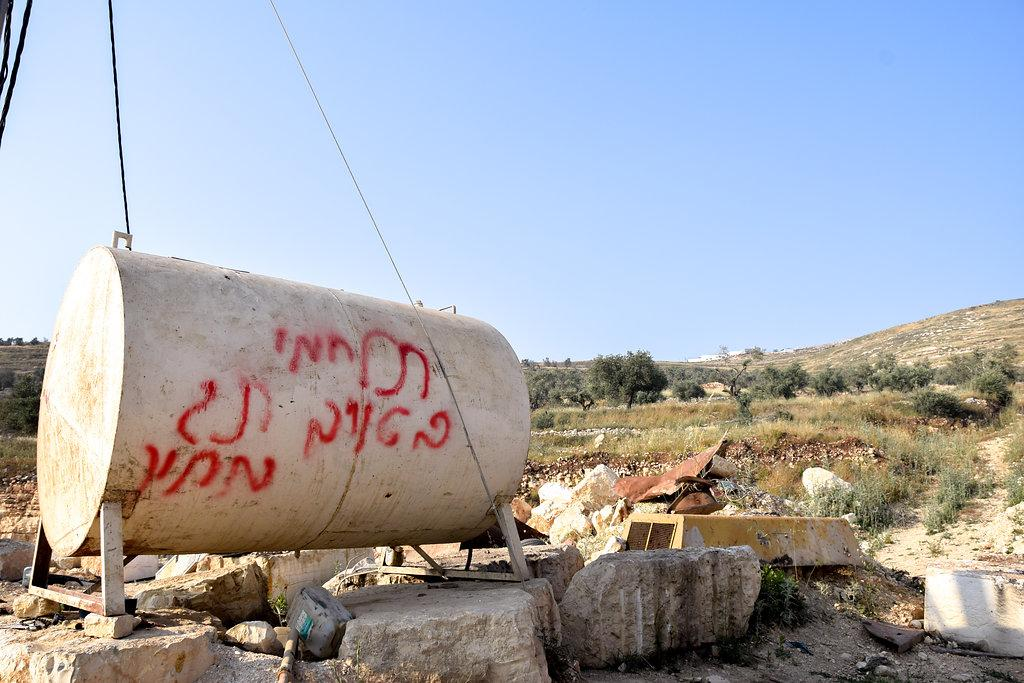
"قتال العدو. سياسة دفع الثمن." كتابات على الجدران العبرية رشها المستوطنون الإسرائيليون في عوريف.

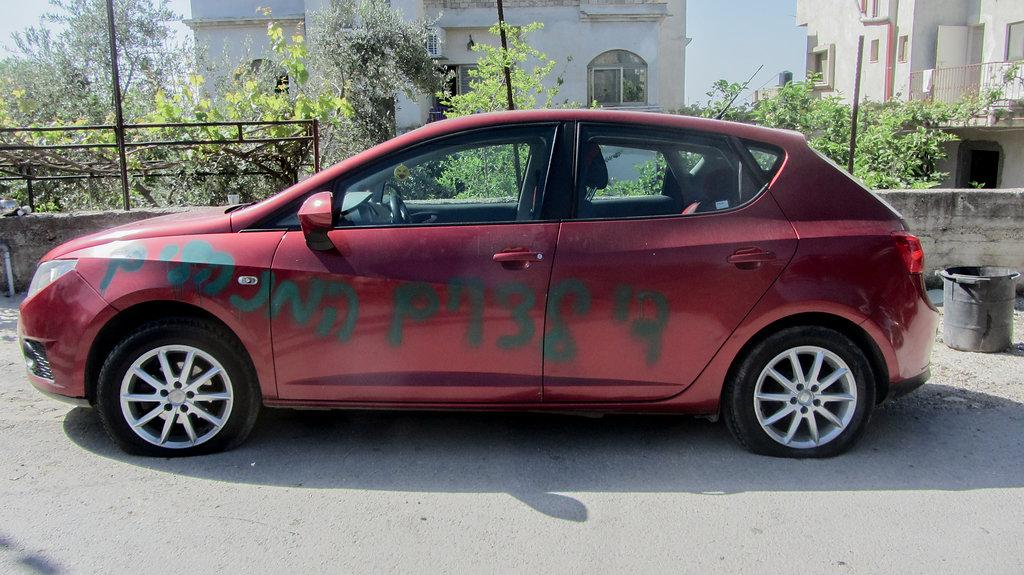
"لا مزيد من الأوامر الإدارية." رسومات على الجدران رشها المستوطنون باللغة العبرية على سيارة في فرعاتا، 2018

على الرغم من أن يقظة المستوطنين ترجع إلى أواخر سبعينيات القرن الماضي، عندما سُمح لهم بحمل السلاح دفاعًا عن النفس - فقد أعاقهم مرسوم واحد من الخدمة العسكرية في الإحتلال أثناء تجنيدهم في وحدات بالضفة الغربية ومنحهم سلطات أخرى للمطالبة الفلسطينيين بتقديم بطاقات هوية وحتى لاعتقالهم - يعود إرهاب المستوطنين رسميًا على الأقل إلى الحركة السرية اليهودية في أوائل الثمانينيات، والتي بدأت باستهداف وتشويه شديد، من خلال نشر سيارات مفخخة ورؤساء بلديات الضفة الغربية مثل بسام الشكعة من نابلس وكريم خلف من رام الله. في أول عامين من الانتفاضة الفلسطينية الأولى، قتل المستوطنون ما لا يقل عن 34 فلسطينيا، 4 دون سن 16، مع 11 قتلوا بمبادرة من المستوطنين في المنزل أو أثناء حراسة القطعان؛ وقد توفي 6 آخرون على الأرجح بسبب تصرفات المستوطنين، وقتل 8 ردا على إلقاء الحجارة على السيارات. توفي اثنان فقط نتيجة الاشتباكات. في الثمانينات من القرن الماضي، تم منع محاولات جماعة إرهابية يهودية بقيادة مائير كاهانا لإقامة مستوطنات من قبل المستوطنين الآخرين، رؤساء غوش إيمونيم، على الرغم من أن آراء كاهان ستحفز مذبحة الحرم الإبراهيمي لاحقًا.
منذ عام 2009، تصاعد عنف المستوطنين بشكل سريع. في عام 2009، وقع 200 هجوم للمستوطنين، وهو رقم تضاعف إلى أكثر من 400 بحلول عام 2011. من بين هذه الأخيرة، حوالي 300 هجوم في الممتلكات الفلسطينية، مما تسبب في 100 إصابة الفلسطينيين، وتدمير ما يقرب من 10,000 شجرة. يتم تنفيذ العديد من هذه الأعمال كما يدعون كدفع ثمن، ولا تزال هذه الأعمال مستمرة حتى وقتنا الحالي، والتي تستهدف الفلسطينيين الأبرياء ومصممة لتخويف السكان المحليين. اكتشف ييش دين أنه من بين 781 مثل هذه الحوادث التي تمت تغطيتها من عام 2005 إلى عام 2011، تم إغلاق 90% من التحقيقات الإسرائيلية دون تقديم لوائح اتهام، والعديد من الجناة كانوا من قمة تل الشباب. في تحليل لـ 119 حالة قتل فيها مستوطنون فلسطينيون، تم إرسال 13 حالة فقط إلى السجن: 6 منهم أدينوا بالقتل، وحُكم على واحد منهم فقط بالسجن المؤبد، في حين أن 7 من المدانين بالقتل الخطأ، تلقى واحد عقوبة بالسجن لمدة 7 سنوات ونصف لقتل طفل، والباقي نزلوا بأحكام خفيفة.
كتب دانيال بايمان وناتان ساكس في عام 2012 أن نمط عنف المستوطنين «بلا شك يعمل» ويحقق أهدافه، من خلال التأثير على الطريقة التي ينظر بها الفلسطينيون إلى المحتلين، وتقوية يد المقاومين بينهم، وبذر المخاوف في حكومة الاحتلال أن أي انسحاب مقابل السلام سيؤدي إلى صراع مع المستوطنين وكارثة سياسية للأحزاب السياسية المعنية.

## حالة الحرب غير المتماثلة
شارك الفلسطينيون في الضفة الغربية في انتفاضتين أدت إلى مجموعة غير متماثلة من حروب الاستنزاف، بين القوة المحتلة والشعب المحتل.
وقد تم تحسين هذا التوصيف من خلال تصنيف الصراع على أنه غير متماثل من الناحية الهيكلية، حيث يكمن السبب الرئيسي للتوتر في المواجهة بين المُستَعمِر والمستعمَر، والذي يؤدي فيه اختلال توازن القوى الكبير لصالح المسيطر إلى اللجوء إلى تكتيكات حرب العصابات. أو الإرهاب من قبل المسيطر. إن الكثير مما يدافع عنه الفلسطينيون على أنه «أعمال مقاومة» يعتبر في استخدام الإحتلال، «إرهابًا». إن إلقاء الخطب التي تدعو الفلسطينيين لمقاومة الاحتلال يفسرها قانون الاحتلال على أنها دعوة للإرهاب. في حالة النائب عزمي بشارة، تم تجريده من حقوقه الحصانة في الكنيست من أجل تمهيد الطريق أمام لائحة اتهام جنائية بهذه التهمة.
لا يعالج القانون الدولي القضية المتعلقة بحقوق الشعب المحتل في مقاومة الاحتلال الذي ينتهك بشكل صارخ حقوق الإنسان الأساسية. وقد أقر قرار الجمعية العامة للأمم المتحدة رقم 1514 أنه لا يجوز استخدام القوة لرفض تقرير المصير، وأن اللجوء إلى القوة لمقاومة الهيمنة الاستعمارية أو الأجنبية أمر مشروع.
إن الشرطين الأساسيين الأساسيين لاحتواء النزاع - الحدود المحددة بوضوح والتكافؤ في القوة الخام بين أطراف الحرب - غائبان، مع وجود تباين اقتصادي وعسكري واضح لصالح الإحتلال. يمتد التفاوت، حسب ناثان ثرال إلى المفاوضات العديدة حول تسوية سلمية. وفقا لأهارون كليمان، حتى تكتيكات التفاوض الإحتلال مع الفلسطينيين تتبع مبادئ الحرب التي يستخدمها جيش الإحتلال.

### تسلح (الاحتلال)
من حيث التسلح، يشتهر الإحتلال بامتلاكه «أقوى جيش في الشرق الأوسط وأفضل تجهيزًا له». الترسانة الموجودة تحت تصرف الاحتلال لمواجهة الانتفاضات الفلسطينية الكبرى تتراوح بين مقاتلات من طراز إف-16 ودبابات ميركافا،[lower-alpha 35][lower-alpha 35][lower-alpha 35][lower-alpha 35][lower-alpha 35][lower-alpha 35][lower-alpha 35][lower-alpha 35][lower-alpha 35][lower-alpha 35][lower-alpha 35][lower-alpha 35][lower-alpha 35][lower-alpha 35][lower-alpha 35][lower-alpha 35][lower-alpha 35][lower-alpha 35][lower-alpha 35] طائرات أباتشي، وصواريخ هيلفاير، جرافات كاتربيلر دي 9 المدرعة الضخمة، إلى بندقية إم 16 القياسية واستخدام القناصة.
تختلف أساليب الإحتلال الخاصة بتفريق الحشود المتظاهرة يوميًا باختلاف عرق المتظاهرين مع المستوطنين اليهود عمومًا، تكون الأساليب هي أساليب الشرطة المستخدمة في الدول الغربية، ويُقال إنها لا تتدخل عندما يهاجم المستوطنون الفلسطينيين. مع الفلسطينيين، على العكس من ذلك، يتم تبني التكتيكات العسكرية، ويدعي مراقبون مثل بتسيلم أن عدم التناسب واللجوء إلى الأسلحة النارية هو سمة مميزة. مع هذه الأخيرة في المظاهرات، استعانت قوات الاحتلال بالغاز المتساقط، قنابل الغاز المسيل للدموع (والتي تسببت في كثير من الأحيان في الوفيات)؛ إطلاق النار على الحشود بالرصاص الفولاذي المغلف بالمطاط، والذي يمكن أن يكون قاتلاً؛ رصاصات عالية السرعة. اللجوء إلى استخدام الذخيرة الحية؛ نشر الشاحنات من عام 2008 في مناطق بأكملها برش الظربان؛ القنابل الصوتية، مدافع مائية؛ رذاذ الفلفل؛ كابسايين المقذوفات؛ نشر فرق الخطف وجولات المستعربون والرصاص البلاستيكي. يُسمح باستخدام الرصاص المعدني المغلف بالمطاط في الضفة الغربية، ولكن يُمنع من الانتشار ضد أشخاص في الداخل المحتل. تم نشرها أيضًا في بعض الأحيان منذ عام 2005 عندما تم استخدامها في بلعين، وهي عبارة عن أسلحة لتوليد الصوت بصوت عال، وآلات رمي الحصى؛ البوليسترين المسبب للصدمات والكريات المعدنية البزموت الطلاء. في الانتفاضة الأولى، استهدف القناصة الشباب في المقام الأول لتشويههم، مع طلقات المتفجرة على ذراعيه ذات الرأسين والأطراف اليمنى التي كانت تشل استخدامها من قبل رماة الحجارة مدى الحياة.

### تسلح (الفلسطينيون)
كانت القيمة الأساسية التي طورها الفلسطينيون لمقاومة الاحتلال من عام 1967 هي «الصمود»، والمتمسكة بعناد، بمثابرة ثابتة في البقاء على أرض المرء، حتى لو تحولت إلى سجن، في مواجهة المستوطنات. تم قمع الكلمة نفسها باستمرار من الصحف الفلسطينية من قبل رقابة الاحتلال في العقود الأولى. لقد سعى مبارك عوض، مؤسس المركز الفلسطيني لدراسة اللاعنف، إلى غرس مبادئ اللاعنف الغاندي في الضفة الغربية، وطرده الاحتلال بعد ذلك وأرسله إلى المنفى على أساس أنه بشر باللاعنف كغطاء الكفاح المسلح من أجل التحرير. تعرضت قرية بلعين، إحدى القرى الأولى، إلى جانب بدرس وأبو ديس، لممارسة أساليب غاندي للمقاومة اللاعنفية، في عقد واحد (2005-2015) إلى غارات ليلية متواصلة، وشهدت مئات القبض على السكان، ومثل قائده عبد الله أبو رحمة أمام المحكمة 5 مرات وحُكم عليه بالسجن، وجُرح آلاف المتظاهرين.
كانت الدعامة الأساسية لتقنيات المقاومة الفلسطينية المسلحة للاحتلال خلال الانتفاضة الفلسطينية الأولى، والتي كانت عمومًا غير قاتلة، تتمثل في إلقاء الحجارة أثناء الاشتباكات مع قوات الاحتلال، أو على المركبات العسكرية والمستوطنين التي تحمل لوحات أرقام صفراء مميزة، بالإضافة إلى الإطارات. حرق وإلقاء زجاجات المولوتوف وإقامة حواجز على الطرق. كانت سياسة وزير الاحتلال آنذاك إسحاق رابين هي أنه «يجب أن يخرج مثيري الشغب بخسائر أو ندوب».
بعد سنوات، أدى تصاعد مستمر إلى زيادة استخدام السكاكين والعمليات الإستشهادية الفلسطينية المقابلة لتوسيع نشر الطائرات الحربية والطائرات العمودية واللجوء إلى الاغتيالات من قبل الإحتلال. في انتفاضة الأقصى، تم نشر استشهادين، من بينهم شباب برزوا وأصبحوا سمة أساسية من عام 2001 إلى عام 2005، من الانتفاضة الفلسطينية الثانية. إلى جانب منظمة التحرير الفلسطينية فتح، اشتركت العديد من الفصائل المسلحة المسلحة، الماركسية، الإسلامية أو غير ذلك، مثل التنظيم، كتائب شهداء الأقصى، حماس، حركة الجهاد الإسلامي في فلسطين، الجبهة الشعبية لتحرير فلسطين، الجبهة الديمقراطية لتحرير فلسطين ولجان المقاومة الشعبية. واندلع هذا إلى مواجهة عسكرية واسعة النطاق، وفقًا لمعاريف، تم إطلاق 700000 طلقة ذخيرة على حشود الضفة الغربية احتجاجًا على إطلاق النار على الفلسطينيين داخل الحرم الشريف وحوله، مما أسفر عن مقتل 118 فلسطينيًا، 33 منهم 33 الشباب.
يبدو أن النمط التاريخي العام للمقاومة الفلسطينية بعبارات مقارنة، وفقًا لما قالته ناثان ثارال، أقل مشاركة وقتلاً من الأمثلة الأخرى للمقاومة المحلية للاحتلال الأجنبي. بدأت الاندلاعات الأربعة الرئيسية جميعها في المظاهرات والإضرابات المدنية التي عندما تم قمعها بعنف، أدت إلى اللجوء إلى العنف.

## تقنيات التحكم
بن إرينريك، مستشهدًا بتوصيف غودرون كريمر للقمع العسكري البريطاني للثورة الفلسطينية عام 1936، ينص على أنه بالإضافة إلى الضرب بالعصا، فإن جميع التدابير المتطرفة التي اعتمدتها السلطات الإلزامية تتكرر باعتبارها ممارسات معتادة في الطريقة التي يدير بها الاحتلال الأراضي المحتلة. يختلف العلماء فيما يتعلق بكيفية تصنيف تقنيات الفصل والإقصاء المستخدمة لزيادة سيطرة الاحتلال على الضفة الغربية. بالنسبة لجان سيلبي، هناك خمس ألواح مركزية لتوطيد الاستعمار الإقليمي: (أ) بناء المستوطنات، مصادرة الأراضي وهندسة شبكة الطرق الالتفافية؛ مما يجعل الاقتصاد المحلي يعتمد على اقتصاد الاحتلال الأكبر، إنشاء نظام قانوني مزدوج مع قوانين مختلفة للفلسطينيين والمستوطنين اليهود، مع دعم لصالح الأخير والبحث عن عملاء محليين ورعاة يتصرفون وفقًا لمناقصة الاحتلال، وبدلاً من النجاح في هذا الصدد، زاد القمع. اكتشف غيرشون شافير مصفوفة من خمس تقنيات للهيمنة الإسرائيلية على الفلسطينيين أولاً نظام التصاريح، الاحتجاز الإداري، الترحيل، هدم المنازل، التعذيب. يضيف ريتشارد فلك الاغتيالات السياسية والعقوبات خارج نطاق القضاء واستخدام العقاب الجماعي في القائمة. وفقًا لنفي غوردون، يستخدم الاحتلال القانون «لتشفير مجال حقوق الإنسان وبهذه الطريقة (ساعدت) في إطار عمل حقوق الإنسان لدى الاحتلال كتهديد أمني».

### نقل السكان والترحيل
كان الإحتلال واحد من الأطراف السامية المتعاقدة في اتفاقية جنيف الرابعة التي تتناول على وجه التحديد حماية المدنيين في منطقة حرب، وكدولة موقعة، ضمنت المادة 49 التي تنص على ما يلي:
يُحظر النقل الجبري الفردي أو الجماعي، وكذلك ترحيل الأشخاص المحميين من الأراضي المحتلة إلى أراضي دولة الاحتلال أو إلى أراضي أي دولة أخرى، محتلة أو غير محتلة، بغض النظر عن دافعهم ...لا يجوز لدولة الاحتلال ترحيل أو نقل أجزاء من سكانها المدنيين إلى الأراضي التي تحتلها.
هذا البند الأخير مطلق، ولا يسمح بأي استثناءات، وقد صدق عليه الاحتلال عندما وقع على اتفاقيات جنيف في 6 يوليو 1951. تم كتابة الجملة لمنع تكرار ممارسة الاستعمار التي أنشأتها بعض القوى، والتي كانت ألمانيا بموجبها أن يكون مفهوما، من نقل سكانها إلى الأراضي المحتلة لأسباب سياسية وعرقية في الحرب العالمية الثانية. علاوة على ذلك، تستبعد المادة 76 من تلك الاتفاقية الترحيل كتدبير عقابي في ذكر ذلك
يُحتجز الأشخاص المحميون المتهمون بارتكاب جرائم في البلد المحتل، وفي حالة إدانتهم، يقضون أحكامهم في هذه المحكمة.
المبدأ لا لبس فيه - «لا يمكن للمحتل أن يطرد شخصًا واحدًا، مهما كان هذا الشخص يمثل خطرًا أمنيًا».
ووفقًا لأحد التقديرات، قام الاحتلال خلال الفترة ما بين عامي 1967 و 1978 بترحيل حوالي 1,151 فردًا، بما في ذلك قبيلتان كاملتان، تم إرسالهما إلى المنفى بشكل جماعي من منطقة وادي الأردن في ديسمبر 1967 ومايو 1969. لتوفير مذكرة قانونية لهذه الإجراءات، تنتهك اتفاقية جنيف الرابعة، طبق الاحتلال القانون 112 بالعودة إلى أنظمة الدفاع (الطوارئ) لحكومة الانتداب البريطاني التي سبقت اتفاقية جنيف لمدة 4 سنوات. وقد عاد هؤلاء بدورهم إلى التشريعات العسكرية الموضوعة لمواجهة الحرب الفلسطينية على معارضة الاحتلال البريطاني والهجرة اليهودية في 1936-1939. كان الآباء يتأثرون أكثر من غيرهم في الأيام الأولى: الأسر المظللة، كانت الممارسة هي إلقاء القبض على أرباب الأسر ليلاً في منازلهم ونقلهم إلى الصحراء جنوب البحر الميت حيث أجبروا، تحت تهديد السلاح أو أعيرة نارية، على العبور إلى الأردن. حتى يومنا هذا، يمكن لأي فلسطيني مقدسي أن يلغي إقامته بموجب قانون الاحتلال إذا لم تشكل القدس من وجهة نظر سلطات الاحتلال، «مركز حياتها» لمدة سبع سنوات متتالية، وهو إبطال يشكل نقلاً قسرياً للسكان تم تطبيقه على ما لا يقل عن 14,595 فلسطيني منذ عام 1967 (2016). سعت منظمة التحرير الفلسطينية، المستوحاة من سابقة خروج قوات الأمن الخاصة، ذات مرة إلى إبحار "سفينة العودة" إلى ميناء حيفا مع 135 فلسطينياً رحلهم الاحتلال من المناطق. اغتال الموساد بسيارة مفخخة ثلاثة من كبار مسؤولي فتح الذين نظموا الحدث في ليماسول، ثم غرقوا السفينة في الميناء.
لا يزال النقل القسري للفلسطينيين يحدث في الضفة الغربية: في عام 2018، أعطت المحكمة العليا الضوء الأخضر لطرد سكان خان الأحمر من بلدتهم إلى مكب نفايات خارج أبو ديس. اعتقل الاحتلال عند نقطة تفتيش في فبراير/ شباط 2017 معن أبو حافظ، وهو فلسطيني يبلغ من العمر 23 عامًا، حيث لم يكن لديه بطاقة هوية، واحتجزته بموجب أمر ترحيل في سجن للأجانب في الرملة، نشأ منذ سن 3 سنوات في مخيم جنين للاجئين. يسعى الاحتلال إلى ترحيله إلى البرازيل، على الرغم من أنه لا يتحدث البرتغالية، فإن والدته من الأوروغواي وكان والده الفلسطيني قد هجر الأسرة للعودة إلى البرازيل في عام 1997 ولم يسمع عنه أحد منذ ذلك الحين.

## العقاب الجماعي
استخدام الإحتلال لتدابير العقاب الجماعي، مثل القيود المفروضة على الحركة، وقصف المناطق السكنية، والاعتقالات الجماعية، وتدمير البنية التحتية للصحة العامة. ينتهك المادتين 33 و 53 من اتفاقية جنيف الرابعة. تنص المادة 33 جزئياً على ما يلي:
لا يجوز معاقبة أي شخص محمي عن مخالفة لم يرتكبها هو أو هي شخصيًا. تحظر العقوبات الجماعية وكذلك جميع تدابير التخويف أو الإرهاب.
يعود العقاب الجماعي للفلسطينيين إلى الأساليب الإلزامية البريطانية في قمع ثورة 1936-1939. وقد أعيد تقديمه وهو ساري المفعول منذ الأيام الأولى للاحتلال، وندد به إسرائيل شاحاك في وقت مبكر من عام 1974. ظهرت سمعة سيئة للممارسة في عام 1988، عندما قامت قوات الاحتلال بإغلاق قباطية، رداً على مقتل أحد المتعاونين المشتبه بهم في القرية، واعتقلت 400 من سكانها البالغ عددهم 7000 نسمة، ودمرت منازل الأشخاص المشتبه في تورطهم، وقطعت جميع خطوطها الهاتفية، حظر استيراد أي شكل من أشكال الطعام إلى القرية أو تصدير الأحجار من محاجرها إلى الأردن، مما أدى إلى إيقاف جميع الاتصالات مع العالم الخارجي لمدة 5 أسابيع تقريبًا (24 فبراير-3 أبريل). في عام 2016، ذكرت منظمة العفو الدولية أن التدابير المختلفة المتخذة في قلب مدينة الخليل التجارية والثقافية لأكثر من 20 عامًا من العقاب الجماعي جعلت الحياة صعبة للغاية بالنسبة للفلسطينيين، حيث تم تهجير الآلاف من الشركات والمقيمين قسراً، مما مكّن المستوطنين اليهود من الاستيلاء على المزيد من الممتلكات.

### هدم المنازل

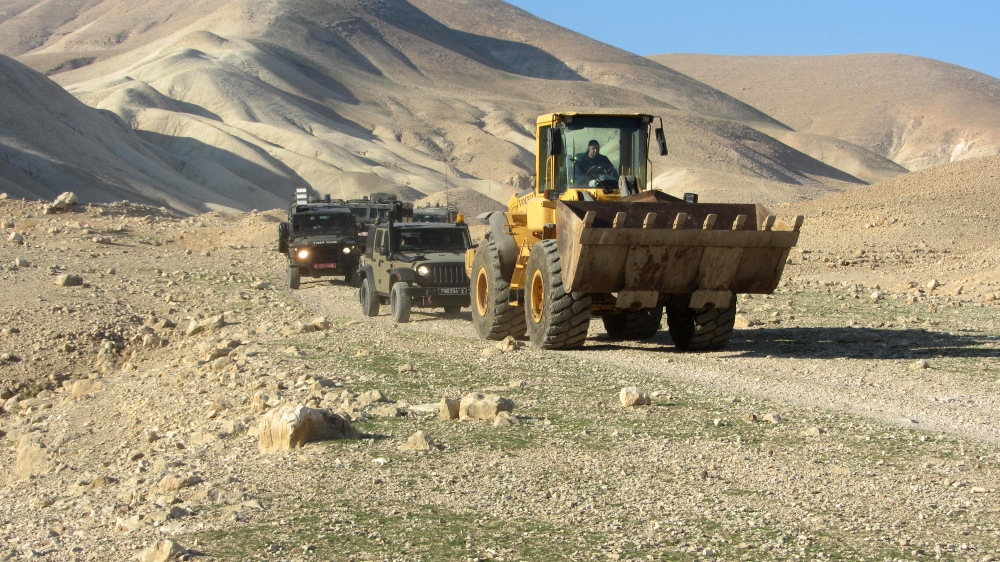
قوات الإحتلال التي تصل إلى هدم المجتمع الفلسطيني في خربة عين كرزلية في 8 يناير 2014، مما أدى إلى تشريد جميع السكان البالغ عددهم 10 أشخاص بالغين و 15 قاصرًا؛ عاد الجيش بعد شهر واحد لهدم الخيام التي كان يعيش فيها السكان منذ آخر عملية هدم.

يعتبر هدم المنازل شكلاً من أشكال العقاب الجماعي. وفقًا لقانون الاحتلال، يُحظر تدمير الممتلكات، باستثناء الضرورات العسكرية المطلقة. بدأت ممارسة هدم المنازل الفلسطينية في غضون يومين من احتلال المنطقة في البلدة القديمة بالقدس والمعروفة باسم حارة المغاربة المجاور للحائط الغربي. منذ بداية احتلال الأراضي الفلسطينية حتى عام 2015، وفقًا لتقدير من قبل لجنة ضد هدم المنازل، تشير التقديرات إلى أن الاحتلال قد دمر 48488 مبنى ا فلسطينيًا، مع نزوح مصاحب لمئات الآلاف من الفلسطينيين.
يعتبر الاحتلال ممارسته موجهة ضد المنازل التي بنيت دون تصاريح منه أو شكلاً من أشكال ردع المقاومة الفلسطينية، حيث يُجبر المسلح على النظر في تأثير أفعاله على أسرته. بين أيلول/سبتمبر 2000 ونهاية عام 2004، من بين 4100 منزل تم تجريفها في المناطق، تم إيواء 3993 شخصًا كعقاب لأن أحد أفراد الأسرة قد شارك في انتفاضة الأقصى. من عام 2006 حتى 31 أغسطس 2018، هدمت قوات الاحتلال ما لا يقل عن 1360 وحدة سكنية فلسطينية في الضفة الغربية (لا تشمل القدس الشرقية)، مما تسبب في خسارة 6111 شخصًا - بمن فيهم 3,094 قاصرًا على الأقل - لمنازلهم. تمت إزالة 698 من هذه المنازل التي يبلغ عدد سكانها 2948 فلسطينيًا، منهم 1334 قاصرًا في وادي الأردن (من يناير 2006 إلى سبتمبر 2017).خيم من الرعاة، والتي دفعت الضرائب على النحو الواجب، هدمتها قوات الاحتلال.

### نظام التصاريح
منذ عام 1967، كان كل جانب من جوانب الحياة اليومية الفلسطينية العادية خاضعًا لقواعد عسكرية واسعة النطاق، تم حسابها بعدد 1300 بحلول عام 1996، من زراعة الأشجار واستيراد الكتب، إلى توسعات المنازل. رفض الأمر العسكري 101 للضفة الغربية حق شراء أي شكل من أشكال المطبوعات - الكتب والملصقات والصور الفوتوغرافية وحتى اللوحات- من الخارج (بما في ذلك من الإحتلال) ما لم يتم الحصول على إذن مسبق من جيش الاحتلال. في العقدين الأولين، طُلب من الفلسطينيين التقدم للحصول على تصاريح وتراخيص لعدد هائل من الأشياء مثل رخصة القيادة، والهاتف، والعلامة التجارية وتسجيل المواليد، وشهادة حسن السيرة والسلامة لتأمين وظائف في العديد من المهن. الحصول على هذه التصاريح قد تم وصفه بأنه طريق الآلام. لم يتم توضيح المعايير الدقيقة الواجب توافرها في الحصول على التصاريح. تم تشبيهه بنظام المرور للفصل العنصري. وقد ذُكر أن تحذيرات زيجمونت بومان من التأثير الباهت للبيروقراطية على الحالة الإنسانية قد تم إلقاءها لإلقاء الضوء على مصيدة أورويليان أو كافكايسك من الشريط الأحمر التي كما يقال، تضع قبضة على الحكم الذاتي الفلسطيني. هناك 42 نوعًا من التصاريح، اعتمادًا على الغرض من تحركات الشخص، والتي تتطلبها سلطات الاحتلال اعتبارًا من عام 2018.

### التأثير على التعليم
استمرت الأولوية العالية للتعليم الممنوح تقليدياً في المجتمع الفلسطيني خلال الاحتلال المبكر، حيث بحلول عام 1979، كان الفلسطينيون يشكلون ما يقدر بنحو 10% من جميع خريجي الجامعات العربية.
خلال الانتفاضة الفلسطينية الأولى في وقت من الأوقات، فرض الاحتلال إغلاقًا لمدة 19 شهرًا على جميع المدارس في الضفة الغربية، بما في ذلك رياض الأطفال، مما يشير إلى مراقب واحد على الأقل أن الاحتلال يهدف عن عمد إلى تعطيل التطور المعرفي للشباب الفلسطيني. في السنتين الأوليين من انتفاضة الأقصى، تم إطلاق النار على 100 مدرسة من قبل جيش الاحتلال، تم قصف بعضها واحتلالها كمواقع عسكرية. في عام 2017، وفقاً لأحد التقديرات، أصدر الاحتلال احدا الأمرين هدم أو «وقف عمل» تؤثر على 55 مدرسة في الضفة الغربية.

### الإقتحام الليلي
وفقًا للواء طال روسو، فإن جيش الاحتلال يقوم بمداهمات «طوال الوقت، كل ليلة، في جميع الفئات». مداهمات ليلية يتم تنفيذها عادة بين الساعة 2 صباحًا و 4 صباحًا. تصل الوحدات، التي غالبًا ما يكون أفرادها ملثمين ومرافقة للكلاب، إلى معدات القتال الكاملة والدخول الآمن من خلال ضرب الأبواب أو تفجيرها عن مفصلاتها. قد يرتبط ارتفاع الشدة في التردد بتدوير وحدات جديدة في منطقة ما. تحدث معظمها في قرى قريبة من المستوطنات. هذه المهام لها عدة أغراض مختلفة: القبض على المشتبه بهم، وإجراء عمليات التفتيش، ورسم خريطة الهيكل الداخلي للمسكن، وتصوير الشباب لتحسين الاعتراف في الاشتباكات في المستقبل. غالبًا ما يتم الاستيلاء على أجهزة الكمبيوتر المحمولة والهواتف المحمولة، وفي حالة إرجاعها، فإنها غير متضررة بشكل متكرر. إن التخريب أمر شائع، حيث يتم إعطاء الأشياء المنهوبة للجنود المحتاجين أو ذوي الأجور المنخفضة، كما هو الحال في عملية الدرع الواقي. التقارير المتكررة عن الأموال المفقودة بعد البحث متكررة. يتم تخزين وتخزين العديد من الأشياء الشخصية - صور للأطفال أو العائلات، والساعات، والميداليات، وجوائز كرة القدم، والكتب، والقرآن، والمجوهرات، ووفقًا لأحد المخبرين، تم السماح للمتدربين من ضباط المخابرات بأخذ عناصر من مثل هؤلاء الفلسطينيين «. تذكارات»، تسمى«الغنائم»، من مخازن. بعد الاحتجاجات الدولية، في فبراير 2014، بدأ مخطط تجريبي لإصدار أوامر استدعاء بدلاً من اعتقال الأطفال ليلاَ، ويستمر حتى ديسمبر 2015، يقال إن الغرض من رسم الخرائط للمداهمات هو تحديد كيف تبدو المنطقة من الزوايا الفلسطينية للتخطيط المستقبلي لتمكين خيار لعمليات «الأرامل القش» (تصاعد الكمائن من داخل تلك المنازل).
ممارسة الوحدات العسكرية للاحتلال المتمثلة في مداهمة منازل الفلسطينيين واعتقالهم ونهبهم في عمق الليل هي ممارسة طويلة الأمد، ما زالت مستمرة حتى يومنا هذا. في ثلاثة أيام فقط من 21-23 يناير 2018، تم تنفيذ 41 و 24 و 32 مداهمة منفصلة، في عام 2006، قامت إسرائيل بـ 6666 غارة داخل الأراضي المحتلة. في الأشهر الستة الأولى من عام 2007، تم تنفيذ 3414 مداهمة إسرائيلية للبحث/ لاعتقال في الضفة الغربية، لم يُقدَّم إلى والدين 90% من القُصَّر الذين اعتقلو وعُصبت أعينهم وقُيدوا أيديهم في مداهمات ليلية، أي تفسير للاختطاف، ولا معلومات عن مكان احتجاز الطفل. في دراسة أخرى، 72.7% من الأطفال الذين شملتهم الدراسة قد شهدوا مداهمات ليلية، وجاءت تجربة الصدمة في المرتبة الثانية بعد مشاهدة مشاهد جثث مشوهة أو جريحة على شاشة التلفزيون. تشير الاستقراء من هذا الرقم، وفقًا لمنظمة مركز المرأة للإرشاد القانوني والاجتماعي غير الحكومية، إلى أنه منذ فرض الأحكام العرفية في يونيو 1967، قام الجيش الاحتلال بأكثر من 65000 مداهمة ليلية على المنازل الفلسطينية في الضفة الغربية (لا تشمل القدس الشرقية).

### الاعتقالات والسجن الإداري
يقدر عدد الفلسطينيون الذين اعتقلهم الإحتلال منذ عام 1967 وحتى عام 2005 بنحو 650,000 فلسطيني، أي واحد من كل ثلاثة فلسطينيين في العقدين الأولين وحدهما. نظام المحاكم العسكرية، الذي يُعتبر المحور المركزي للاحتلال، يعامل الفلسطينيون على أنهم «مدنيون أجانب» ويرأسه قضاة الإحتلال يهودون وفقًا لقانون الانتداب البريطاني، حيث احتج ممثلو يشوف بشدة على تطبيقه على الناشطين اليهود. تستلزم أربعة أحكام وهي اعتقال المشتبه بهم لفترة طويلة بمعزل عن العالم الخارجي، دون مقابلة محام، استجواب قسري للحصول على أدلة، واستخدام «أدلة سرية». خلال هذه الفترة، تعرض عشرات الآلاف للاعتقال الإداري، حيث كان منطقه هو حبس المشتبه بهم الذين في القانون الجنائي التقليدي، قد لا يكونون مدانين. تيسير عاروري، أستاذ الرياضيات بجامعة بيرزيت، قُبض عليه ليلاً في 21 أبريل 1974 وأفرج عنه في 18 يناير 1978، بعد معاناته من السجن لمدة 45 شهرًا دون محاكمة أو توجيه تهم، فقط بعد أن أصدرت منظمة العفو الدولية احتجاجًا عامًا.
اعتبره أحد العلماء في عام 1978 بمثابة «انحراف للعدالة الجنائية» ذي طبيعة مؤقتة. في عام 2017، لاحظت منظمة العفو الدولية أن «المئات من الفلسطينيين، بمن فيهم الأطفال وقادة المجتمع المدني والعاملون في المنظمات غير الحكومية كانوا رهن الاعتقال الإداري بانتظام»، وتعتبر بعضهم، مثل خالدة جرار وأحمد قطامش، سجين رأي.

### التعذيب
الدول ملزمة بموجب اتفاقية جنيف الرابعة بمنع التعذيب، بما في ذلك المعاناة العقلية. وفقًا لما قالته ليزا حجار (2005) والدكتورة راشيل سترومسا، مديرة اللجنة العامة لمناهضة التعذيب في سجون الإحتلال، فإن التعذيب كان سمة مميزة للطرق الاحتلال في استجواب الفلسطينيين. يمكن أن يكون التعذيب من نوعين، جسديًا ونفسيًا. ظهرت أنباء التعذيب في السبعينيات، وبدأ توثيقها بالتفصيل من قبل منظمة الحق غير الحكومية في منتصف الثمانينات. في عام 1987 نظرت لجنة لانداو في بعض الانتهاكات وخلصت إلى أن «الضغط البدني المعتدل» مقبول. ثم تم حظر هذه الممارسة من قبل محكمة الإحتلال العليا، مع منع التراخيص لكل حالة على حدة من قبل النائب العام.
يرتبط مصطلح اللغة العبرية العامية لجيش الاحتلال بالسياسات التي أدخلها رافائيل إيتان، الذي أمر قوات جيش الاحتلال وشرطة الحدود بالمشاركة في الاعتقالات المتكررة وإذلال أعداد كبيرة من السكان الفلسطينيين في المناطق. يشير هذا إلى ممارسات مثل عمليات التجميع الشاملة التي حدثت عندما نظم عرب الضفة الغربية مظاهرات قومية. وشهدت شرطة الاحتلال تجبر العرب على غناء النشيد الوطني للاحتلال، وصفع وجوه بعضهم البعض والزحف واللحاء مثل الكلاب. كما اعتقلت الشرطة الآلاف من العرب كل عام بتهم «أمنية»، تراوحت بين الإرهاب الصارخ وقراءة الكتب المدرجة في القائمة السوداء ببساطة.

### الأطفال

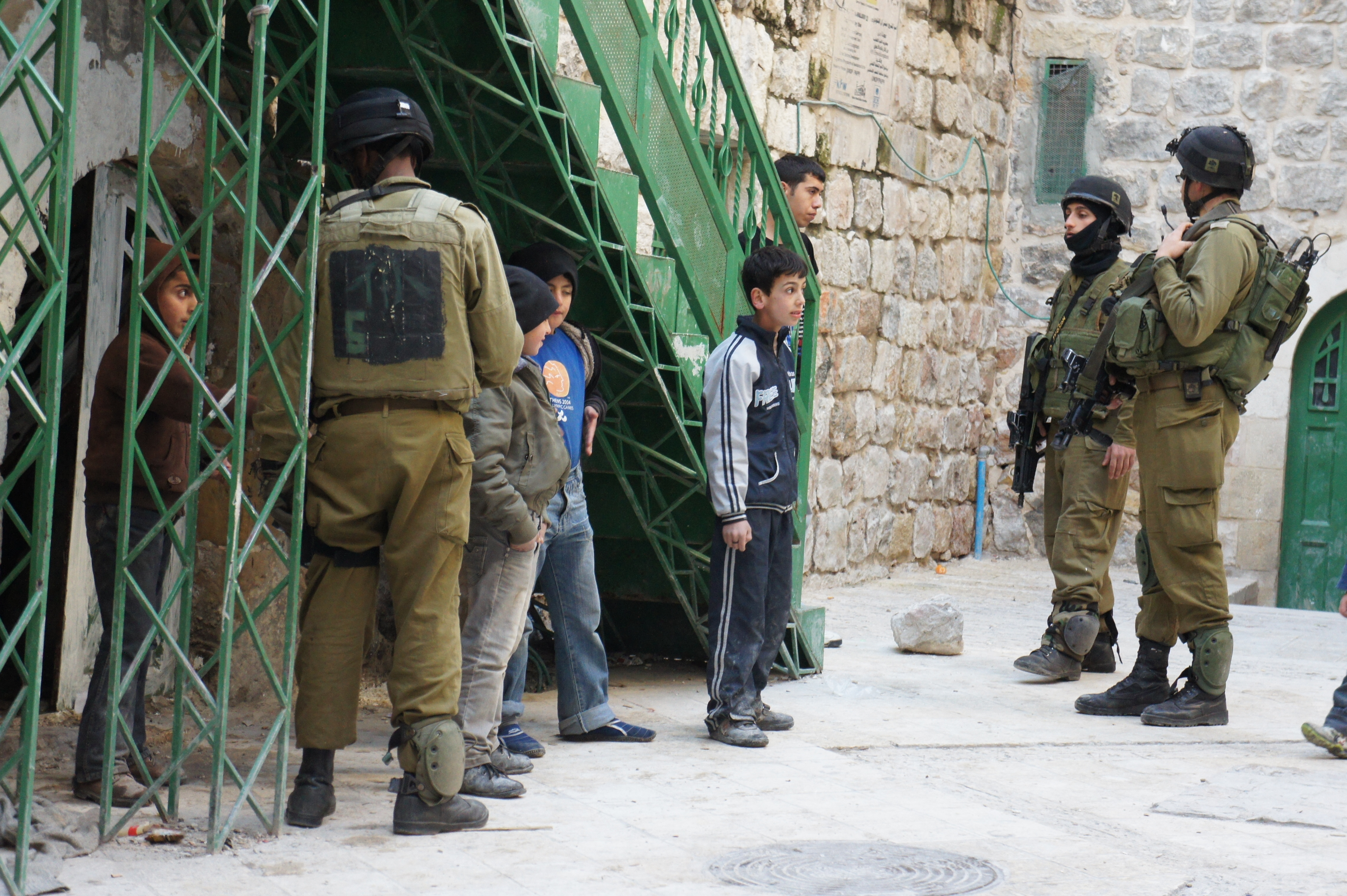
أطفال محتجزون من قبل جنود لواء جولاني في الخليل

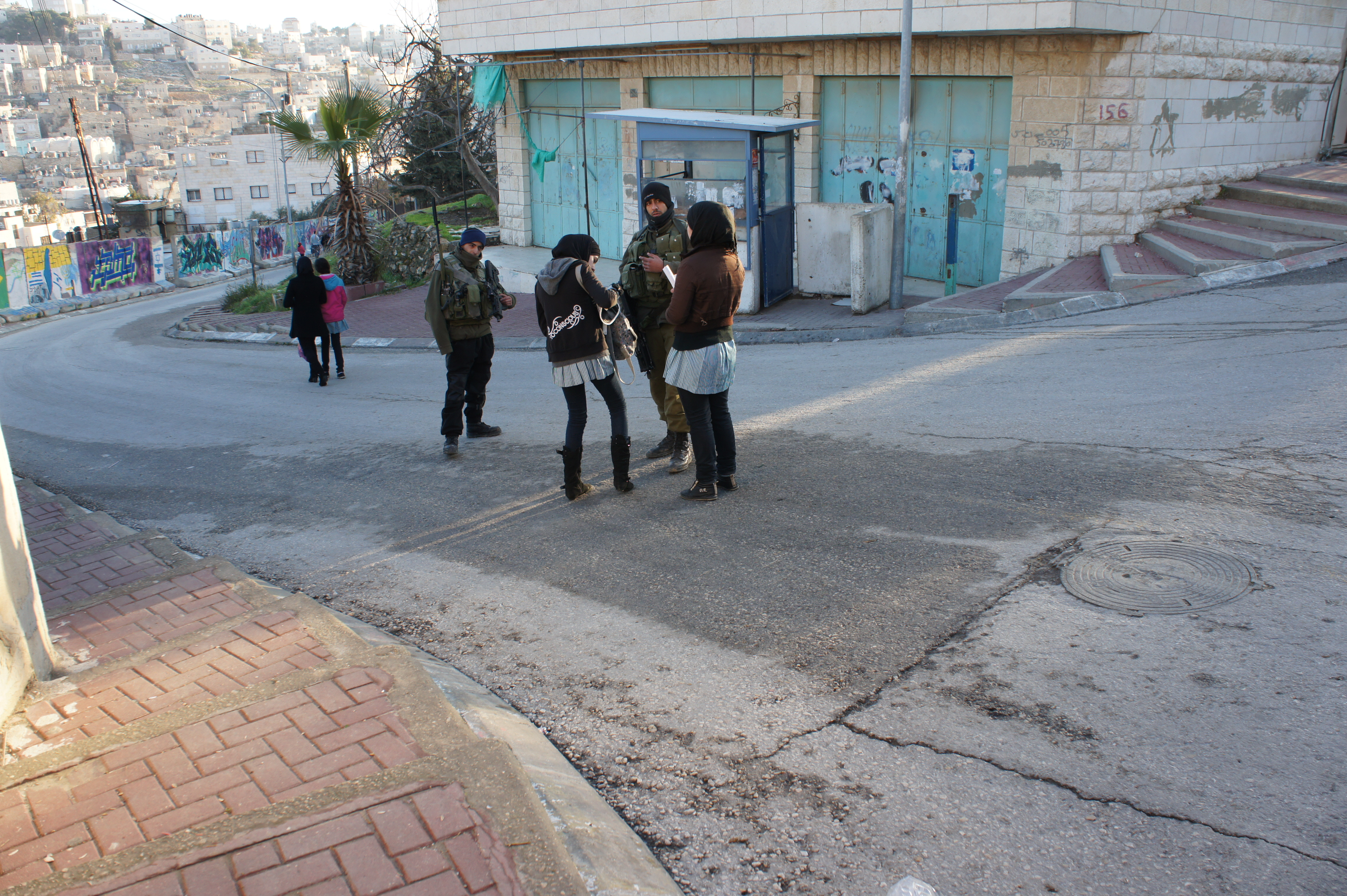
فتيات فلسطينيات يحملن حقائب مدرسية تفتش من قبل جنود الإحتلال في تل الرميدة، الخليل

يبدو أن سوء معاملة الأطفال الفلسطينيين في نظام الاعتقال العسكري للاحتلال منتشر ومنتظم ومؤسسي. وفقًا لدراسة أجراها عام 2013 صندوق الأمم المتحدة الدولي للطوارئ للأطفال، والتي تغطي 10 سنوات من الادعاءات المتعلقة بإساءة معاملة الأطفال في الممارسات العسكرية للاحتلال في الضفة الغربية، على الرغم من أن القانون الدولي يتطلب معاملة جميع الأطفال المتصلين بالأنظمة القضائية بكرامة وفي جميع الأوقات، تشير الدلائل الواردة من مراقبين خارجيين متعددين على مدى عقد من الزمان إلى أن الأطفال الفلسطينيين تحت الاعتقال العسكري للاحتلال يعانون من معاملة قاسية ومهينة. في القانون، يعد حظر مثل هذه الممارسات «مطلقًا وغير مشروط»، وحتى الاعتبارات الأمنية أو تهديدات الحرب لا يمكن أن تلغي القاعدة.
يشكل الأطفال نصف السكان الفلسطينيين، وعلى الرغم من أنهم غالباً ما يفسرون على أنهم «ضحايا صامتون أو دمى مضللة»، فإنهم يشاركون بنشاط في المقاومة، حيث يجادل البعض بأنهم بذلك يخسرون حقوقهم. وفقًا لجيمس غراف، يشكل الأطفال الفلسطينيون شريحة بارزة من الفلسطينيين المستهدفين، ويمكن إدراجهم في الفئات التي يتم إعفائهم منها عادة، ويتم تمييزهم كمجموعة على أنهم معرضون للعنف المؤلم، ويستهدفون بإطلاق النار العشوائي، والغازات، وعنف الجنود والمستوطنين.
ووفقًا للفرع السويدي لمنظمة إنقاذ الطفولة، فإن ما بين 23,600 و 29,900 طفل احتاجوا إلى علاج طبي بعد تعرضهم لإصابات جراء الضرب الذي قام به جيش الاحتلال خلال العامين الأولين من الانتفاضة الفلسطينية الأولى، ثلثهم 10 سنوات أو أقل. بموجب أمر يتسحاق رابين الصادر في 19 يناير 1988 بتوظيف «القوة والسلطة والضرب» ومقابلة تحدث فيها عن الحاجة إلى «كسر عظامهم»، أصبحت عمليات الضرب، التي كانت حتى ذلك الحين طريقة استجواب خفية، علنية، حتى نشأت صيحة عندما قام الصحفيون بتصوير هذا التكتيك، وفضيحة قوبل بإصدار حظر على دخول وسائل الإعلام إلى الأراضي في ربيع عام 1988.
يشكل القاصرون (16 عامًا أو أقل) الذين يمثلون نسبة تصل إلى 5% من الأطفال ما بين 35 إلى 40% من أصل 130,000 فلسطيني أصيبوا بجروح خطيرة من قوات الاحتلال في هذه الانتفاضة. من بين الأطفال البالغين من العمر 15 عامًا والذين يحتاجون إلى علاج طبي، أصيب 35% بنيران الاحتلال، و 50% بالضرب، و 14.5% يعانون من الغاز المسيل للدموع. من عام 2009 إلى عام 2018، قتلت جيش الاحتلال بالرصاص 93 قاصرا فلسطينيا في اشتباكات بالضفة الغربية. في فترة انتفاضة الأقصى، تشير نسب القتلى إلى أن ما يقرب من 20 إلى 25% من الأطفال على كلا الجانبين، مع اختلاف أن قتلى الإحتللا كانوا من حوادث القصف الجسدي التي لم يكونوا فيها الأهداف الرئيسية، بينما قتل جزء كبير من الأطفال الفلسطينيين بنيران قناصة الاحتلال موجهة بشكل فردي، وفقًا لما ذكره فرانك أفيليتو. من أيلول / سبتمبر 2000 إلى كانون الأول / ديسمبر 2003، قُتل 109 أطفال على أيدي «عجائب ذات طلقة واحدة» في الرأس، و 4 في الرقبة، و 56 طفلًا جراء طلقات الصدر. وقتل 90 آخرون بجروح أو ثلاث طلقات نارية. إجمالاً، خلال 3.25 سنة بعد الانتفاضة الفلسطينية الثانية، قُتل 427 طفلاً برصاص قوات جيش الاحتلال والمستوطنين.
ومن أبرز الحالات التي قُتل فيها أطفال فلسطينيون برصاص جنود الاحتلال، إيمان درويش الهمص، خليل المغربي، وفارس عودة.

## التجزئة
توقعت «الخطة الرئيسية لتطوير السامرة ويهودا حتى عام 2010» (1983) إنشاء حزام من المستوطنات اليهودية المركزة المرتبطة ببعضها البعض والإحتلال خارج الخط الأخضر مع تعطيل نفس الروابط التي تربط بين المدن والقرى الفلسطينية على طول الطريق السريع بين الشمال والجنوب، مما يعوق أي تطور مواز للشريط بالنسبة للعرب وترك سكان الضفة الغربية منتشرين، وغير قادر على بناء أكبر البنية التحتية الحضرية، وبعيدًا عن المستوطنات. وقد سميت النتيجة بعملية «الحبيسة والمستحاطة»، «الغيتو»، التي تجلت بوضوح أكبر في محيط قلقيلية في جدار خرساني، أو ما أطلق عليه أرييل شارون نموذج بانتوستان، إشارة إلى نظام الفصل العنصري، وهو ما يجادل الكثيرون، يجعل سياسات الاحتلال المهنية غير متباينة، على الرغم من اختلاف أصولها، عن نموذج جنوب إفريقيا. على وجه الخصوص، فإنه يقارن بين السياسات المطبقة في جنوب إفريقيا على ترانسكاي، وهي سياسة قد يكون لها نطاق جيوسياسي أوسع، إذا كانت خطة يينون يجب أن تؤشر كإشارة إلى سياسة الاحتلال. جادل البنك الدولي في عام 2009 بأن إنشاء جزر اقتصادية في الضفة الغربية وقطاع غزة هو طريق مسدود تنموي من شأنه أن يعرض بناء دولة فلسطينية موحدة وقابلة للحياة اقتصاديًا للخطر.
وتتمثل إحدى وظائف الجدار الفاصل التي تمت ملاحظتها في الاستيلاء على مساحات شاسعة من الأراضي التي يُعتقد أنها مهمة لمشاريع الاستيطان المستقبلية، وهي معروفة في حالة منطقة سوسيا التي تمتص الأراضي التي عمل فيها رعاة البدو مع ملكية عثمانية مثبتة للتضاريس. كان البناء المستوحى كثيرًا من أفكار أرنون سوففر «للحفاظ على الإراضي التي يسيطر عليها الإحتلال كجزيرة للتغريب في منطقة مجنونة» بمثابة الأساس المنطقي العام لفكرة الدفاع عن الإحتلال ضد الهجمات المقاومة، ولكن تم تصميمه في نفس الوقت لدمج مساحات شاسعة من أراضي الضفة الغربية، معظمها أرض فلسطينية خاصة: 73% من المساحة المخصصة لإدماجها في أراضي الإحتلال، كانت صالحة للزراعة، وخصبة، وغنية بالمياه، وكانت في السابق تشكل «سلة خبز فلسطين».
لو تم بناء الجدار على طول الخط الأخضر مع نفس الغرض لكان قد تم تشغيله على بعد 313 كيلومترًا، بدلاً من 790 كيلومترًا، وتكلفته أقل بكثير من 3.587 مليار دولار والذي يقدر تكلفة الجدار الممتد (2009). ينشأ التباين من قرار الحكومة بحبل عشرات المستوطنات الواقعة غرب الجدار. يُقال إن هذا الأمر لم يكتمل بعد بسبب ضغط من جماعات الضغط التي يتزعمها المستوطنون والمعارضون لإنجاز من شأنه أن يقيد التوسع في المستوطنات أو يعزلهم عن الاحتلال، كما هو الحال مع غوش عتصيون. لا يوجد سوى 12 بوابة عبر 168 كيلومترًا من الجدار المحيط بالقدس الشرقية، منها أربعة تسمح نظريًا بالوصول إلى الضفة الغربية الذين يتمكنون من الحصول على تصريح. لم ير جيل كامل من سكان الضفة الغربية المدينة، أو الحرم الشريف، وهو إنكار للقانون الدولي الذي ينص على حق الوصول إلى مواقع العبادة.

### نظام قانوني
يتميز الصراع الفلسطيني مع الإحتلال بعدم تناسق قانوني، والذي يجسد ولاية قضائية مجزأة في جميع أنحاء الضفة الغربية، حيث تحدد الإثنية النظام القانوني الذي سيتم محاكمته. حتى عام 1967، كان الناس في الضفة الغربية يعيشون في ظل نظام موحد لقوانين يطبقها نظام قضائي واحد. قانون الدولة (قانون) هو مفهوم غريب نسبيًا في الثقافة الفلسطينية، حيث يشكل مزيج من الشريعة والقانون العرفي الإطار المرجعي الطبيعي للعلاقات داخل الوحدة الاجتماعية الأساسية للعشيرة («الحمولة»). يخضع المستوطنون للقانون المدني للاحتلال والفلسطينيين للقانون العسكري لذراع الاحتلال. عمومًا، تم وصف نظام الاحتلال بأنه نظام «القانون، بعيدًا عن الحد من سلطة الدولة، هو مجرد وسيلة أخرى لممارسته». يمكن احتجاز مستوطن يهودي لمدة تصل إلى 15 يومًا، ويمكن احتجاز فلسطيني دون توجيه اتهامات لمدة 160 يومًا.
وفقًا للإطار القانوني للقانون الدولي، يجب أن يظل السكان المحليون تحت الاحتلال ملزمين بقوانين العقوبات الخاصة بهم وأن يحاكموا في محاكمهم. ومع ذلك، بموجب الأحكام الأمنية، يمكن تعليق القوانين المحلية من قبل السلطة القائمة بالاحتلال والاستعاضة عنها بأوامر عسكرية تنفذها المحاكم العسكرية. في عام 1988، عدل الاحتلال قانونه الأمني بحيث لم يعد بالإمكان التذرع بالقانون الدولي أمام القضاة العسكريين. المحاكم. أيدت المحكمة العليا تحديًا واحدًا فقط لأكثر من 1000 أمر عسكري تعسفي تم فرضها من عام 1967 حتى عام 1990 وهي ملزمة قانونًا في الأراضي المحتلة. وضعت شركات الاحتلال في الضفة الغربية التي توظف عمالة فلسطينية قوانين العمل وفقًا للقانون الأردني. حكمت المحكمة العليا هذا في عام 2007 بأنه تمييز، وأنه يجب تطبيق قانونهم في هذا المجال، ولكن اعتبارًا من عام 2016، وفقًا لهيومن رايتس ووتش، لم يتم تنفيذ الحكم بعد، وتقول الحكومة إنها لا تستطيع فرض الامتثال.

### حرية الحركة
ينص الإعلان العالمي لحقوق الإنسان على حرية التنقل كحق أساسي من حقوق الإنسان.
لقد قيل أنه «بالنسبة للمستوطنين اليهود، تربط الطرق؛ وبالنسبة للفلسطينيين، فهم منفصلون». بين عامي 1994 و 1997، قامت قوات الإحتلال ببناء 180 ميلاً من الطرق الالتفافية في المناطق، على الأراضي المخصصة لأنها هربت من القرى الفلسطينية. وقيل إن الهدف المعطى هو توفير الحماية للمستوطنين من القنص والقصف وإطلاق النار من سيارة فلسطينية. تقوم نقاط التفتيش الدائمة والطائرة (حوالي 327 نقطة في الشهر في عام 2017)، والحواجز والشبكات المقيدة بإعادة هيكلة الضفة الغربية إلى «خلايا برية»، مما يجمد تدفق حياة الفلسطينيين اليومية العادية. تقول أستاذة جامعة تل أبيب إليشا إفرات إنها تشكل شبكة فصل عنصري من «أذرع الأخطبوط التي تمسك قبضتها على المراكز السكانية الفلسطينية»، وهناك عدد كبير من السدود والألواح الخرسانية ونقاط التفتيش المأهولة والكمية والخنادق والبوابات الحديدية والأسوار والجدران تعوق الحركة على الطرق الأولية والثانوية. وكانت النتيجة توحيد البلدات الفلسطينية وتجزئتها، وإحداث عقبات لا حصر لها أمام الفلسطينيين في الذهاب إلى العمل والمدارس والأسواق والأقارب. لقد توفيت النساء أو تعرضن للإجهاض أثناء انتظار الحصول على إذن عند نقطة تفتيش للذهاب إلى المستشفى. أكد البنك الدولي أن تأثير القيود المفروضة على حركة العمال يكلف حوالي 229 مليون دولار أمريكي سنويًا (2007) في حين أن التكاليف الإضافية من الطرق الدائرية التي يجب على الناس دفعها بلغت 185 مليون دولار أمريكي في عام 2013.

### إغلاق القرى الفلسطينية

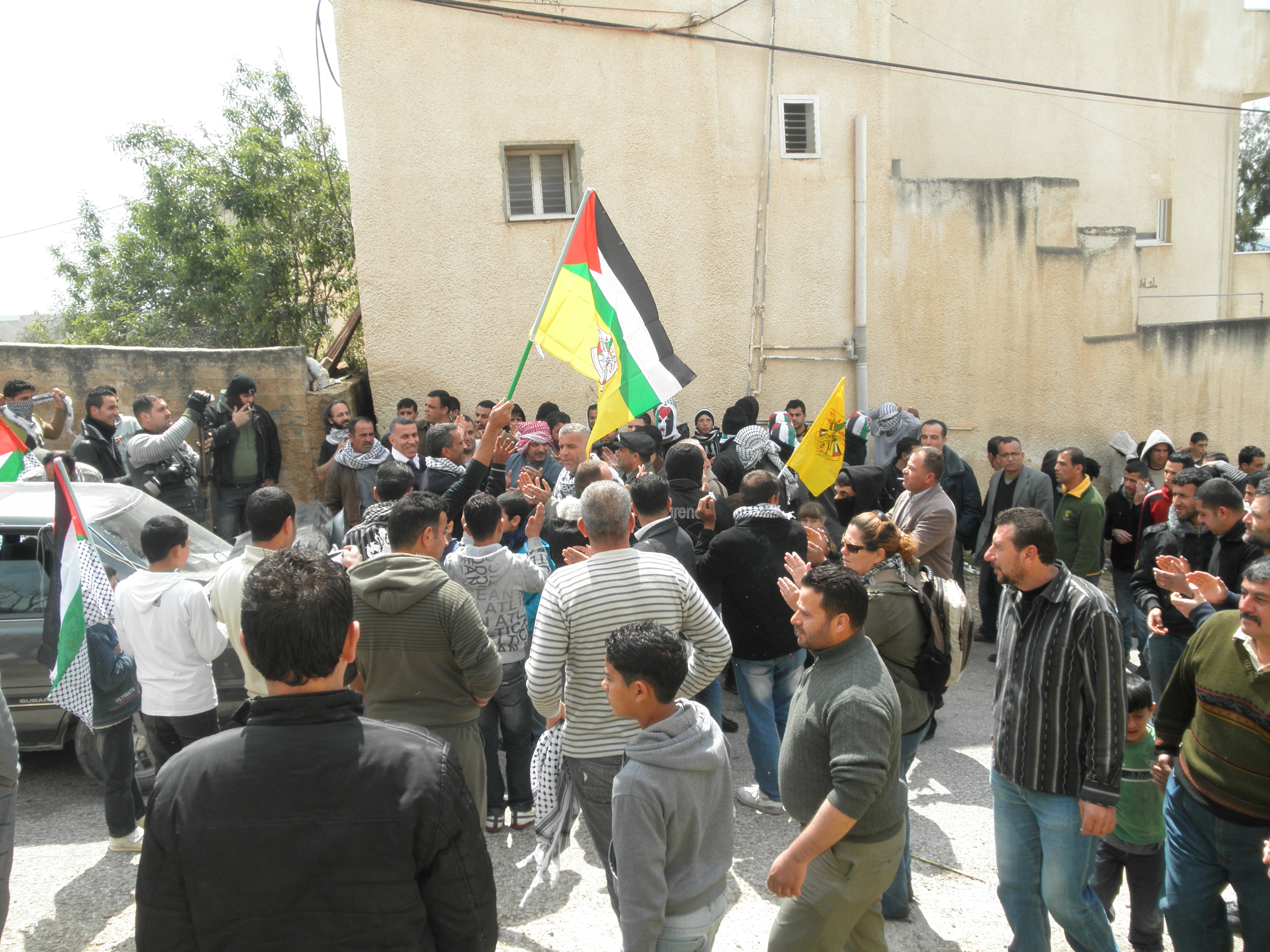
مظاهرة ضد حاجز الطريق، كفر قدوم، مارس 2012

تعمل سياسة الإغلاق (العبرية سيغر، اللغة العربية إغلاق) على أساس نظام مرور تم تطويره في عام 1991، وهي مقسمة إلى نوعين: تقييد الإغلاق العام لحركة البضائع والأشخاص، إلا عندما يتم منح تصريح من وإلى وإلى مناطق الداخل المحتل (مناطق المحتلة عام 1948) والضفة الغربية وقطاع غزة، تطورت استجابة لسلسلة من عمليات الطعن في عام 1993 السابق، وتنفيذ الإغلاق التام على كلا المنطقتين. بصرف النظر عن عمليات الإغلاق العامة، تم فرض عمليات إغلاق كلي لأكثر من 300 يوم اعتبارًا من سبتمبر 1993 بعد إعلان مبادئ اتفاق أوسلو الأول وأواخر يونيو 1996. تم وضع إغلاق كلي صارم في ربيع عام 1996 في أعقاب سلسلة التفجيرات الإستشهادية التي نفذتها حركة حماس التي تتخذ من قطاع غزة مقراً لها، رداً على اغتيال يحيى عياش، عندما فرضت حكومة الاحتلال حظراً شاملاً لمدة أسبوعين على أي حركة تقوم بها أكثر من مليوني فلسطيني بين 465 بلدة وقرية بالضفة الغربية، وهو إجراء تكرر بعد المصادمات المميتة الناشئة عن الحفريات الأثرية تحت الحائط الغربي لجبل الحرم الشريف / جبل الهيكل.
أقام جيش الاحتلال بوابات حديدية عند مداخل الغالبية العظمى من القرى الفلسطينية، مما سمح للجيش بإغلاقها كما تشاء خلال دقائق. ومن الأمثلة البارزة على القرى التي عانت من العزلة على المدى الطويل، مع السكان الذين يعانون من قيود شديدة على الحركة، نعمان، التي تم استيعابها في بلدية القدس في حين تم تصنيف سكانها على أنهم من الضفة الغربية، وكفر قدوم التي كان لها حاجز طريق دائم عند مدخلها لمدة 14 عامًا، بدءًا من عام 2003، في نفس الوقت الذي تم فيه إنشاء مستوطنة كيدوميم، ومنذ عام 2011، يحتج سكانها على حاجز الطريق، الذي يتطلب منهم السفر مسافة تزيد بست مرات عن المسار المعتاد للوصول إلى نابلس.
قرب نهاية حرب الخليج في الكويت، فرض الاحتلال مرة أخرى حظرا للتجول على الضفة الغربية وغزة دام سبعة أسابيع، مما تسبب في نكسات اقتصادية مدمرة، حيث طرد آلاف الفلسطينيين من وظائفهم. كانت نابلس خاضعة لحظر التجول الكامل لمدة 200 يوم خلال عامين (2002-2004). أثناء الغارات المنزلية، تم تحطيم النوافذ والأبواب، ومخزونات المواد الغذائية في فطر غير واضح؛ مخازن الحبوب وأجهزة التلفاز والألواح الشمسية وخزانات المياه وأجهزة الراديو المدمرة أو المحتجزة.
من المعتاد أن تفرض سلطات الاحتلال إغلاقًا شاملاً على الضفة الغربية خلال الأعياد اليهودية مثل يوم كيبور، وعيد الفصح اليهودي، وسوكوت، وروش هاشانا، باستثناء المناطق الصناعية اليهودية في المنطقة. والسبب المعطى هو منع الهجمات الفلسطينية المقاومة، وكذلك تمكين أفراد الأمن عند نقاط التفتيش عند إجازة للاستمتاع بهذه الإجازات. مثل هذه الإغلاقات يمكن أن تستمر في بعض الأحيان 11 يومًا.

### صعوبات الزواج
بالتوافق مع مشكلة حق الفلسطينيين في العودة أثناء التفاوض للحصول على اعتراف الأمم المتحدة في عام 1948، توصل الاحتلال إلى برنامج لم شمل الأسرة، ومنحت العضوية على أساس أنها ستلتزم بالقانون الدولي في هذا الصدد. تم فرض الرقابة على كلمة «عودة» (عودة) من استخدامها في الصحف الفلسطينية على أنها تنطوي على تهديد وجودي للاحتلال. في الممارسة العملية، يقيم الاحتلال لم شمل الأسرة المقترح من حيث التهديد الديموغرافي أو الأمني المتصور. تم تجميدها في عام 2002. تواجه العائلات المكونة من زوج مقدسي وفلسطيني من الضفة الغربية أو غزة صعوبات قانونية هائلة في محاولات العيش معًا، حيث تخضع معظم الطلبات لمعقدة، في المتوسط لمدة عقد من الزمن، أربعة خطوات من المعاملات، ورفض. يقال إن النساء ذوات «أزواج أجانب» (اللائي يفتقرن إلى بطاقة هوية فلسطينية)، لا يُسمح لهن على الإطلاق بالانضمام إلى أزواجهن. فرض قانون المواطنة والدخول إلى المناطق المحتلة لعام 2003 (الأحكام المؤقتة)، الذي تم تجديده لاحقًا في عام 2016 حظراً على لم شمل الأسرة بين الاحتلال أو «المقيمين الدائمين» وأزواجهم الذين هم في الأصل من الضفة الغربية أو غزة. لكن هذا الحكم لا ينطبق على المستوطنين الإسرائيليين في الضفة الغربية أو (حتى 2005) غزة. في مثل هذه الحالات، يتم شرح الحظر من حيث «المخاوف الأمنية».
يمكن للفلسطيني المقدسي الذي ينضم إلى زوجته في الضفة الغربية، وبالتالي يفشل في الحفاظ على الإقامة لمدة سبع سنوات متتالية في القدس الشرقية، إلغاء حق إقامته. ووفقًا لمنظمة بتسيلم، فقد مُنع أي من الفلسطينيين الذين يزيد عددهم عن 2000 فلسطيني مسجلين كمالكين غائبين للممتلكات في الضفة الغربية من السماح لهم بالدخول مرة أخرى لأغراض مثل لم شمل الأسرة لأن عودتهم ستجبر سلطات الاحتلال على إعادة ممتلكاتهم، والتي تم إنشاء مستوطنات لأصحابها الفلسطينيين الأصليين.

### الاغتيالات المستهدفة
الاغتيالات المستهدفة هي أعمال عنف انتقائية فتاكة ترتكب ضد أشخاص محددين تم تحديدهم على أنهم تهديدات. ظهر في الصحافة في سبتمبر عام 1989 حول قيام الاحتلال بوضع قائمة مطلوبين، قُتل العديد منهم في وقت لاحق، وكان هناك تكهنات بأن الوقت قد يكون فيه الاحتلال تعمل «فرق الموت». أقر الإحتلال علنًا أولاً باستخدامها للتكتيك ضد حسين عبايات في بيت ساحور بالقرب من بيت لحم في نوفمبر 2000. امتنعت المحكمة العليا في عام 2006 في قرارها بشأن هذه الممارسة عن تأييد التكتيك أو حظره، ولكنها وضعت أربعة شروط - الاحتياطات والضرورة العسكرية، والتحقيق في المتابعة والتناسبية، ونص على وجوب الفصل في الشرعية في كل حالة على حدة في تحليل الظروف. وجد نيلز ميلزر أن الحكم خطوة للأمام ولكنه معيب في العديد من الجوانب الرئيسية، خاصةً لعدم تقديم إرشادات لتحديد متى تكون الممارسة مسموح بها. وفقًا لمسؤول سابق، استشهد به دانيال بايمان، فإن الاحتلال يقضي في المتوسط 10 ساعات في المتوسط في التخطيط لعملية قتل مستهدفة وعشر ثوان حول ما إذا كانت ستستمر في عملية الاغتيال أم لا.
من بين 8746 شهيدًا فلسطينياً مسجلاً في الفترة من 1987 إلى 2008، تم إعدام 836 إثر التعرف على الأفراد بناءً على المعلومات التي تم جمعها من المتعاونين. ووفقًا لمنظمة بتسيلم، وهي منظمة لحقوق الإنسان، فقد توفي 114 مدنياً في الفترة ما بين عام 2000 ونهاية عام 2005 نتيجة الأضرار الجانبية، حيث نجحت قوات الاحتلال في استهداف 203 مسلحين فلسطينيين. تشير الأرقام من 9 نوفمبر 2000 إلى 1 يونيو 2007 إلى أن الاغتيالات الإسرائيلية أسفرت عن مقتل 362 شخصًا، واستُهدف 237 منهم بشكل مباشر و 149 من المارة بشكل جماعي. صرح أحد ضباط المخابرات عن الأجواء في غرفة العمليات التي تم فيها برمجة الاغتيالات وشاهدها بعد ذلك على شريط فيديو، وذكر أن المخاوف من «الأضرار الجانبية» لم تخف أبداً من هتافات التحية لمهمة الاستهداف الناجحة.قالب:Spf

### المراقبة
لقد سمي الإحتلال، في مراقبته الدقيقة للفلسطينيين، دولة مراقبة بامتياز. من بين العديد من منتقدي الاحتلال، يعبر الناشط جيف هالبر والفيلسوف أفيشاي مارغاليت عن قلقهم إزاء التأثير المشل للفلسطينيين على أنظمة المراقبة المعقدة، حول «مصفوفة السيطرة» التي تقوم عليها الاحتلال. بعد فترة وجيزة من توقف الأعمال المقاومة، بدأ الاحتلال في حساب جميع المواد في المنازل من أجهزة التلفزيون إلى الثلاجات والمواقد وصولاً إلى رؤوس الماشية والبساتين والجرارات. تم فحص الرسائل وتسجيل عناوينها، وتم إعداد قوائم بالورش التي تنتج الأثاث والصابون والمنسوجات والحلويات وحتى عادات الأكل. بينما تم تقديم العديد من الابتكارات لتحسين إنتاجية العمال، يمكن أيضًا اعتبارها آليات تحكم. يتوقع المخططون العسكريون تقدم الاحتلال اليوم الذي سينسحبفيه الاحتلال من أجزاء من الضفة الغربية: هذا لن ينهي الاحتلال، لأنهم بعد ذلك يتصورون «احتلالًا غير مرئي» / «احتلالًا جوًا»، استمرار القدرة على السيطرة على الأراضي التي تم إخلاؤها من خلال المراقبة.
شبّه ضابط مخابرات محتل سابق مشارك في الوحدة 8200 نظام المراقبة مع ذلك في الفيلم الألماني «حياة الآخرين»، مع اختلاف، في رأيه، أن مراقبة الاحتلال كانت أكثر كفاءة. وقال إنه بينما يعتقد جمهور الاحتلال، أن هذه المراقبة تركز على مكافحة المقومة، وفي الواقع العملي، يستهدف قدر كبير من جمع المعلومات الاستخباراتية الأبرياء الذين ليس لديهم سجل للتشدد. لم يُعفى أي فلسطيني من المراقبة المستمرة. أي معلومات تُمكِّن «الابتزاز» أو الابتزاز، مثل أدلة الخيانة الزوجية، والمشاكل الصحية التي تتطلب العلاج في مناطق عام 1948 أو الميول الجنسية تعتبر ذات صلة. المراقبة ووجود الاحتلال على المناطق الفلسطينية ثابت ومكثف، حيث أشار رئيس الشاباك بيت السابق آفي ديختر، «عندما يرسم طفل فلسطيني صورة من السماء، لا يرسمها بدون مروحية».

### مراقبة المطبوعات
في الضفة الغربية، يجب تقديم «اللوائح الطارئة للدفاع في بريطانيا لعام 1945، رقم 88» في الضفة الغربية، والتي تنص على أن «كل مادة، صورة، إعلان، مرسوم وإشعار بالموت يجب أن تخضع للرقابة العسكرية»، و «الأمر العسكري للاحتلال رقم. شكلت 101 (1967)»، المعدلة بموجب«الأمر رقم 718 (1977)» و«رقم 938 (1981)» بشأن«حظر التحريض والدعاية السلبية» أساسًا للرقابة على منشورات الضفة الغربية والشعر والإنتاج الأدبي. يمكن لمكاتب الرقابة المدنية والعسكرية أن تلغي قرارات بعضها البعض، مما يجعل تصاريح النشر أكثر صعوبة. ومع ذلك، لا توجد إرشادات واضحة، لذلك حتى الأعمال المترجمة من الصحافة العبرية، أو الإنتاج المسرحي المسموح به في المناطق المحتلة عام 1948، مثل هاملت يمكن مراقبته، فقد تم رفض انتقاد المستوطنات، كما كانت مشاعر الفخر القومي. يجب تحدي نعي الموتى، أو التعبير عن اعتزازهم بالقتلى. حتى ذكر كلمة «فلسطين» كان ممنوعاً. بموجب الأمر العسكري الإسرائيلي 101، يُحظر على الفلسطينيين بموجب القانون العسكري التظاهر ونشر أي شيء يتعلق بـ «مسألة سياسية».
يمكن أن تفقد الصحف تراخيصها، دون أي سبب، على أساس لائحة الطوارئ لعام 1945 (المادة 92/2). يمكن رفض منح تصاريح السفر لتمكين الفلسطينيين البارزين مثل إلياس فريج، الرائد في بيت لحم، في الخارج. تم حظر الكتابة على الجدران للاحتجاج على الاحتلال ما لم يوافق عليها الجيش، وأصبح أصحاب الجدران مسؤولين وغرامات على الكتابة على الجدران، لذلك كان لا بد من حظر هذه الممارسة من قبل الفلسطينيين منذ أن أصبحت مصدرًا كبيرًا للدخل بالنسبة للاحتلال. في الآونة الأخيرة، أدت المراقبة على الإنترنت، باستخدام البرامج لتحديد ظاهريًا في منشورات التواصل الاجتماعي، إلى تهديدات محتملة أدت إلى اعتقال 800 فلسطيني من قِبل وحدات جيش الاحتلال وقوات الأمن التابعة للسلطة الفلسطينية، واعتُقل 400 منهم «إرهابيون ذئب وحيد» بسبب ما كتبوه، على الرغم من عدم وجود أي منهم. نفذت هجمات، ووفقًا لخبراء الأمن، رونن بيرجمان، لم تتمكن أي خوارزمية من تحديد المهاجمين الوحيدين.

### التعاون القسري
أحد أول الأشياء التي استولى عليها الاحتلال عند غزوها للضفة الغربية هي محفوظات شرطة الأمن الأردنية، التي سمحت لهم معلوماتها بتحويل المخبرين في المنطقة لتلك الخدمة إلى مخبرين للاحتلال. المتعاونون (عصافير) الذين تم كسرهم في الاستجواب، ثم زرعوا في زنازين لإقناع السجناء الآخرين بالاعتراف، بدأ تجنيدهم في عام 1979. وقد قدر عدد المتعاونين مع الاحتلال قبل اتفاقات أوسلو بحوالي 30,000. وفقًا لصحيفة هاآرتس، استخدمت «الشاباك» عددًا من التقنيات «القذرة» لتجنيد الفلسطينيين في قائمة الرواتب كمخبرين. تتضمن هذه الطرق استغلال الأشخاص الذين تم تحديدهم على أنهم يعانون من صعوبات شخصية واقتصادية، أو الأشخاص الذين يطلبون جمع شمل الأسرة، أو تصريح لتلقي العلاج الطبي في المناطق المحتلة عام 1948.

### فرض الضرائب
في القانون الدولي، لا يحق لأي دولة محتلة فرض ضرائب بالإضافة إلى تلك الموجودة قبل الاحتلال بموجب الأمر العسكري 31 الصادر في 27 يونيو 1967. استولى الاحتلال على نظام الضرائب الأردني، مع تغيير ملحوظ: المستوطنون الذين انتقلوا إلى المستوطنات كانوا معفيين، بينما بحلول عام 1988، تم تخفيض معدل ضريبة الدخل المرتفعة بنسبة 55% للأشخاص ذوي الدخل في شريحة 8000 دينار بحيث ينطبق على أولئك الذين يكسبون 5231 دينارًا. في المناطق المحتلة عام 1948، تم تطبيق شريحة الضرائب بنسبة 48% على أولئك الذين كسبوا ضعف هذا المبلغ تقريبًا.
في عام 1988، نظمت بلدة بيت ساحور المسيحية ذات الأغلبية الساحقة، والتي كان لديها مئات من الشركات التي تديرها عائلة بشكل رئيسي، مقاطعة ضريبية على أساس أنهم لم يروا أي فوائد تتدفق من ضرائبهم، واستندت مقاطعتهم إلى مبدأ التمرد الاستعماري الأمريكي ضد البريطانيين، أي عدم فرض ضرائب دون تمثيل، ورفض دفع ضريبة القيمة المضافة و / أو ضرائب الدخل. تم استهداف 350 أسرة تضم 1000 أسرة وتم تجميد حساباتهم المصرفية، بينما تمت مصادرة في حين أن 500 شخص آخرين قد صودرت حساباتهم البنكية، كان رد فعل الاحتلال هو العقاب الجماعي، ووضع المدينة تحت حظر التجول لمدة 42 يومًا. تم مداهمة المساكن يوميًا، وصودرت الآلات التجارية وأي معدات للأغراض التجارية والثلاجات والمجوهرات والنقود والأثاث المنزلي وفي بعض الأحيان تذكارات. ولحماية الجنود من إلقاء الحجارة، تم إيقاف السيارات ووضعها حول المنازل، في حين تم حشد الناس لتشكيل دروع بشرية. إن قيمة البضاعة المصادرة لا علاقة لها بقيمة البضاعة المصادرة، وتم بيعها بالمزاد العلني بما يقدر بنحو 20% من قيمة استبدالها. كان التأثير هو القضاء على قاعدة بيت ساحور الإنتاجية.

## الزراعة
كان الاقتصاد الرعوي جناحًا أساسيًا للاقتصاد الفلسطيني. من بين 2180 كيلومترًا مربعًا (840 ميل مربع) من أراضي الرعي في الضفة الغربية، سمح الاحتلال في السنوات الأولى من القرن الحادي والعشرين فقط بـ 225 كيلومترًا مربعًا (87 ميل مربع) لهذا الاستخدام. في مناطق معينة، مثل تلال جنوب الخليل، يرعى رعاة البدو الفلسطينيون أراضي رعيهم منتشرة بالكريات السامة التي تقتل أسرابهم، وتتطلب عمليات دقيقة للتخلص والتخلص لاستعادة الأرض إلى الصحة. في المنطقة ج، يوجد ما يقرب من 500000 دونم من الأراضي الصالحة للزراعة، حيث يتم تقييد وصول الفلسطينيين إليها بشدة في حين أن 137000 تزرعها أو تحتلها مستوطنات الإحتلال. إذا تم توفير 326,400 دونم نظريًا للاستخدام الفلسطيني، وفقًا لحسابات البنك الدولي، فإنه سيضيف 1068 مليار دولار أمريكي إلى القدرات الإنتاجية الفلسطينية. يمكن استغلال 1000000 دونم آخر للرعي أو الحراجة، لو رفع الاحتلال قيوده. يقدر البنك الدولي أنه في حالة حصول الزراعة الفلسطينية على موارد مائية أفضل، فإنها ستستفيد من زيادة الإنتاج الزراعي بنحو مليار دولار في السنة.
إن سيطرة الاحتلال على الأراضي والمياه والتجارة والأسواق ومواصفاتها وقيودها الصارمة على ما يمكن زراعته، تتحمل مسؤولية تراجع الزراعة كحصة من الناتج المحلي الإجمالي للضفة الغربية، وهبوط العمال الزراعيين في سوق العمل من 46% إلى 27%، بحيث انخفض الناتج من عام 1993 إلى عام 1995 بنسبة 40.12%. في السنوات التي سبقت مباشرة انتفاضة الأقصى (1998-1999) اقتلع جيش الإحتلال والمستوطنون 21705 شجرة في جميع أنحاء الضفة الغربية وقطاع غزة. بعد عام 1967، تم فرض قيود على أنواع أشجار الفاكهة والخضروات التي يمكن زراعتها، وحتى استيراد الجرارات يتطلب تصريحًا من الاحتلال. أظهرت دراسة تجريبية بعد الاحتلال مباشرة على أرض دير دبوان، الغنية بالمياه الجوفية، وعدًا كبيرًا باعتبارها واحدة من أفضل المواقع في الضفة الغربية لزراعة البرتقال والموز. لا يمكن الحصول على تصريح حفر من الاحتلال؛ مما يؤدي بمعظم المشاركين في المشروع إلى الهجرة إلى الولايات المتحدة.
كان تدمير السلع الزراعية كبيراً خلال الانتفاضة الفلسطينية الثانية. في الأشهر الخمسة التي تلت الانتفاضة، تم اقتلاع 57928 شجرة زيتون و 49,370 من أشجار الحمضيات و 22,270 من أشجار الفاكهة المثمرة و 11,514 نخيل التمر و 12000 شجرة موز و 30,282 من نبتة العنب. انخفض إنتاج زيت الزيتون بنسبة 80% في ذلك العام نتيجة لذلك. في فترة 15 شهرًا من اندلاع الانتفاضة، وحتى ديسمبر 2001، تم حساب إجمالي الأضرار التي لحقت بـ 155343 شجرة زيتون و 150356 شجرة حمضيات و 54223 شجرة لوز و 505 12 شجرة نخيل التمر و 397 39 كرمة عنب و 18400 شجرة موز و 49851 أصناف أخرى من الشجرة. من سبتمبر 2000 إلى ديسمبر 2002، دمرت قوات الاحتلال 196 14 شجرة حرجية. وفقاً للشيريل روبنبرغ، خلال السنتين الأوليين، مع الأخذ في الحسبان الأضرار التي لحقت بالاحتلال في كل من الضفة الغربية وقطاع غزة، تم استخراج 667000 شجرة وتدمير 3669000 متر مربع من الأراضي الزراعية. ظل تخصيص المياه المقيد للزراعة الفلسطينية ثابتًا، حيث بلغ 84 مليون متر مكعب سنويًا، منذ عام 1967، وفقًا للسلطات الفلسطينية. توقعت اتفاقات أوسلو توفير ما بين 70 و 80 مليون متر مكعب، ولكن خلال عقدين فقط تم توفير حوالي نصف هذا العرض الإضافي.
إن شجرة الزيتون، بصرف النظر عن وظيفتها الاقتصادية، هي رمز للأمة الفلسطينية، في سعيها لتحقيق الاستقلال، 15% من الأراضي - 45% من أراضيها الصالحة للزراعة - تغطيها بساتين الزيتون، وهي مصدر رئيسي، كما أن حصادها الخريفي كل شهرين فترة من الأهمية الاجتماعية والاقتصادية العميقة للعائلات في معظم قرى الضفة الغربية، والتي يوفر حوالي 40% (2009) من الإنتاج الزراعي في الضفة الغربية. واجتثاثهم الأمر البطالة الناجمة عن فقدان الوظائف في المناطق المحتلة عام 1948 بعد اندلاع الانتفاضة الفلسطينية الثانية ويسمى بالعامية شجرة الفقير، وتعتبر مقدسة (الشجرة المباركة). إن اقتلاعهم من قِبل الاحتلال هو حدث يومي في الضفة الغربية.
يرى المسؤولون المحتلون أن زراعة بساتين الزيتون هي «واحدة من أفضل تقنيات الملكية». وشبه مسؤول أشجار الزيتون الفلسطينية بالأطفال الفلسطينيين. تبدو ساذجة ولكن بعد مرور عدة سنوات على المسار تتحول إلى قنابل موقوتة. يرى مايكل سفارد أن مركزية بساتين الزيتون بالنسبة للفلسطينيين ينظر إليها في رواية للاحتلال باعتبارها رمزًا لـ «الكسل العربي»، لأنه ينمو بمفرده ويمكن هزّته مرة واحدة سنويًا للحصول على ثروته. في تحليل واحد في عام 2006، تبين أن 4% فقط من الشكاوى ضد التعدي على المستوطنين وتدمير أشجار الزيتون الفلسطينية أدت إلى المحاكمة.
في أعقاب الممارسة العثمانية المتمثلة في اقتلاع أشجار الزيتون لمعاقبة التهرب الضريبي، بدأ الاحتلال في تدمير بساتين، ولكن بهدف واضح هو زيادة الأمن للمستوطنات، وإبراز نظام طرقها الداخلي في الضفة الغربية الذي يخدم البنية التحتية الاستعمارية. أدى بناء جدار الفصل العنصري، الذي أقيم في الغالب على أراضي الضفة الغربية، إلى اقتلاع عشرات الآلاف من أشجار الزيتون. في قرية واحدة فقط، قفين، أدى مسار الجدار إلى اقتلاع 12000 شجرة من هذا الصنف، بينما يتم عزل السكان عن بساتهم مع ترك 100000 شجرة أخرى على الجانب المحتل في منطقة التماس، والتي قد لا يصلون إليها إلا مرة واحدة سنة. بصرف النظر عن ممارسات الاحتلال، شن المستوطنون ما يصفه أحد العلماء بـ «حرب الأشجار» التي تتألف من سرقة أو اقتلاع أو تقطيع أو حرق بساتين الزيتون الفلسطينية الأصلية، وغالبًا ما تكون جزءًا من عمليات الثمن. من أصل 708000 دونم من الأراضي القابلة للري في الضفة الغربية، فقط 247000 دونم تحت الري الكلي، وقد تم حساب (2009) أن إجمالي هامش الربح للفلسطينيين يمس ما يقرب من 480 مليون دولار سنويًا، أي حوالي 10% من إجمالي الناتج المحلي. التأثير الجانبي لخسارة فرص العمل المحتملة يقترب من (التقدير الأعلى) 10000 وظيفة. لاحظ البنك الدولي أن 35 في المائة فقط من الأراضي الفلسطينية القابلة للري يتم ريها بالفعل، مما يكلف الاقتصاد 110000 وظيفة و 10% من إجمالي الناتج المحلي.

### الماء
في أعقاب عام 1967، ألغى الاحتلال حقوق المياه الفلسطينية في الضفة الغربية، وبموجب الأمر العسكري 92 الصادر في أغسطس من ذلك العام استثمرت كل السلطة على إدارة المياه للسلطة العسكرية، اعتبارًا من عام 1996، لم يتلق أي فلسطيني تصريحًا لحفر منذ ذلك التاريخ، حيث سحب الاحتلال ثلث مياهها العذبة و 50% من مياه الشرب من الضفة الغربية. وفقًا لـهيومن رايتس ووتش، فإن مصادرة الاحتلال للمياه تنتهك لوائح لاهاي لعام 1907، التي تحظر على قوة الاحتلال مصادرة موارد الأراضي المحتلة لمصلحتها الخاصة. اشتكى الفلسطينيون من تأثر اقتصادهم وزراعتهم بشدة باستنزاف مياه القرية لصالح توفير المستوطنات. وضع الإحتلال سياسات تقييدية على مستخدمي الضفة الغربية. كانت الفوارق في تكاليف الإمداد للفلسطينيين والمستوطنات، والتي استهلكت ما بين 8 إلى 10 أضعاف ما سمح للفلسطينيين به صارخة: دفعت المستوطنات 0.5 شيكل، في حين دفعت القرى الفلسطينية 1.8 شيكل لكل متر مكعب، ويتم توفيرها سابقًا يوميًا، في حين كان التسليم إلى الأخير يقتصر على يوم أو يومين في الأسبوع. الكثير من الخلافات حول «التمييز الصارخ» في أنظمة تسعير المياه وتخصيصها وتسليمها. يبلغ استهلاك المياه من قبل المستوطنين في المناطق حوالي ثمانية إلى عشرة أضعاف استهلاك الفلسطينيين. تباع المياه للمستوطنات مقابل 0.5 شيكل جديد لكل متر مكعب، بينما تباع إلى القرى الفلسطينية مقابل 1.8 شيكل لكل متر مكعب.
وفقا لجون كولي، كانت آبار المزارعين الفلسطينيين في الضفة الغربية عنصرا أساسيا وراء إستراتيجية الاحتلال لما بعد عام 1967 للحفاظ على المنطقة، ولحماية «إمدادات المياه اليهودية» من ما كان يعتبر «تعديا». بحلول عام 2013، على الرغم من أن بعض القرى كانت فقط 15 لترا للشخص الواحد، ويقدر أن الفلسطينيين في الضفة الغربية تم تزويدهم بمتوسط نصيب الفرد من 70 لتراً في اليوم، مقابل 280-300 لترا للشخص الواحد للمستوطنين اليهود. في بعض الأحيان، يكون التباين أكثر وضوحًا: 20 لترا في الحديدية لكل شخص مقابل 431 لتراً في اليوم تستهلك في مستوطنة موشاف اليهودية من روعي، والتي تستمد 431 لترا للشخص في اليوم من بئر تم حفره على أرض الحديلية.

### منطقة النفايات
صدق الاحتلال على اتفاقية بازل الدولية المتعلقة بالاحتلال في 14 ديسمبر 1994، والتي تنص على أن أي عملية نقل للنفايات يجب أن تتم مع إدراك المخاطر التي يتعرض لها الشعب المحتل المحروم. يحظر إنشاء «مناطق التضحية البيئية» بينهم. إن الاحتلال يستخدم الضفة الغربية كمنطقة «للتضحية» لوضع 15 محطة لمعالجة النفايات، والتي توجد تحت قواعد أقل صرامة والتي تتطلبها تلك الموجودة في المناطق المحتلة بسبب وجود نظام قانوني مختلف بشأن المواد الخطرة التي يمكن أن تكون ضارة للسكان المحليين والبيئة. لا تعلن السلطات العسكرية تفاصيل هذه العمليات. تتكون هذه المواد من أشياء مثل طين مياه الصرف الصحي والنفايات الطبية المعدية والزيوت المستعملة والمذيبات والمعادن والنفايات الإلكترونية والبطاريات.
تطبق قوانين البيئة الصارمة داخل المناطق المحتلة. من بين 121 مستوطنة تمت دراستها في عام 2007، كان 81 منها لديها مرافق للمياه العادمة، وكثير منها عرضة للانهيار، مع تصريف المجاري في الجداول التي تؤثر على القرى الفلسطينية القريبة. القليل من لوائح الاتهام الناتجة عن التلوث تؤدي إلى أفعال. قام الاحتلال ببناء 4 مصانع للنفايات الفلسطينية في السبعينيات: كان هناك محطة واحدة تعمل (2007)، وتم الإشارة إلى مشاكل ميزانية الاحتلال بسبب نقص البنية التحتية الكافية التي تركت معظم مياه الصرف الصحي الفلسطينية دون معالجة. إن المكب بالقرب من الجفتلك في محافظة أريحا، المبني على الممتلكات الفلسطينية الغائبة دون تخطيط أو تحليل للأثر البيئي، هو للاستخدام الحصري للنفايات، 1000 طن يوميًا، تنتجها المستوطنات. يقتصر الفلسطينيون على 3 مدافن، وتم رفض التصاريح الخاصة بالمزيد من هذه المواقع إلا إذا كان من الممكن استخدام هذه المواقع لتفريغ القمامة الاستيطانية. حتى إذا تم منح تصريح بدون هذا الاتفاق، فإن نفايات المستوطنين تحت الحراسة العسكرية لا تزال ملقاة هناك.

### فقدان الممتلكات الحضارية
توقع قانون الآثار للاحتلال لعام 1978 مصادرة أي موقع ضروري للحفظ أو التنقيب أو البحث. يمكن للإدارة العسكرية أن تصادر الأراضي الفلسطينية في مثل هذه المواقع أو بالقرب منها، وتحرم أصحابها من تصاريح البناء، وفي بعض الأحيان تكون هذه المناطق مفتوحة للمستوطنات. بموجب اتفاقية لاهاي لعام 1954، لا يجوز لسلطة الاحتلال نقل المواد من البلد المحتل. في عام 2019، قضت المحكمة العليا بأن الأعمال الأثرية للاحتلال في الضفة الغربية قد تُحفظ من السجل العام.
جادل ألبرت غلوك، من بين آخرين، بأن فحوى علم الآثار كان لتفسير الماضي الفلسطيني بالمعنى الصهيوني المسيحي واليهودي، في الحالة الأخيرة، وهو توفير ميثاق للاحتلال، على حساب التراث الثقافي الفلسطيني. تم انتزاع العديد من المواقع ذات القيمة الثقافية المزدوجة من السيطرة الفلسطينية، مثل هيروديوم وقبر يوسف في نابلس والحرم الإبراهيمي في الخليل ومسجد بلال في تل الرميدة والخليل وفي قمران بالقرب من فلسطين قروي شقبا هو مكب نفايات لمخلفات المستوطنات. تمت إضافة العديد من مواقع التراث الفلسطيني داخل الضفة الغربية إلى قائمة التراث للاحتلال. بصرف النظر عن تدمير القرى، في القدس وأماكن أخرى، تكبدت مصادرة مكتبات بموارد تاريخية واسعة النطاق فيما يتعلق بماضي فلسطين العربي، خسائر كبيرة.

### السياحة
تعد الضفة الغربية عامل جذب رئيسي للحجاج والسياح ولديها تراث غني ذو أهمية عميقة لأعضاء الديانات الإبراهيمية. بعد عام 1967، أدى فقدان القدس الشرقية إلى قطع المكاسب المحتملة لاقتصاد الضفة الغربية عن السياحة. من 92 إلى 94 سنتًا من كل دولار من التجارة السياحية تذهب إلى الاحتلال، التي تمارس الاحتكار الفعلي. يسيطر الإحتلال على جميع نقاط الوصول إلى مناطق الجذب السياحي الرئيسية في القدس الشرقية وبيت لحم وأريحا، وتبقى الفنادق الفلسطينية في معظم مناطق الضفة الغربية شبه خالية.
إن عقبات الاحتلال تجعل الوصول إلى الترفيه الفلسطيني أو تطوير البنية التحتية السياحية حول البحر الميت أمرًا صعبًا. يقدر البنك الدولي أن 126 مليون دولار سنويًا و 2900 وظيفة ستتحقق للاقتصاد المحلي إذا سُمح للفلسطينيين بالعمل بشروط مماثلة متاحة لرجال أعمال الاحتلال. تم حظر الفلسطينيين عند نقاط التفتيش من الشواطئ هناك، لأن وجودهم سيضر بالشركات السياحية للاحتلال.

### استخراج الموارد
وفقًا لاتفاقيات لاهاي (المادة 55، قد تجني القوة المحتلة بعض القيمة من موارد الدولة المحتلة ولكن لا تستنفد أصولها: يجب أن يفيد حق الانتفاع الشعب تحت الاحتلال. وقد وافقت اتفاقيات أوسلو على نقل حقوق الاستراج إلى السلطة الفلسطينية.
قدم الإحتلال تنازلات بشأن تشغيل 11 محجر استيطاني. يقدر البنك الدولي أنه يمكن فتح 275 مقلعًا في المنطقة (ج)، وأن قيود الاحتلال تكلف الاقتصاد الفلسطيني 241 مليون دولار أمريكي سنويًا. يُحرم الفلسطينيون أيضًا من الحصول على تصاريح استخراج معادن البحر الميت، مثل البروم، حيث يأتي حوالي 75% من الإنتاج العالمي من هذه المنطقة، بينما تقوم شركات الاحتلال مثل أهافا بذلك وتصدر إلى الاتحاد الأوروبي. وتقدر هذه القيود الأخيرة بتكلفة 642 مليون دولار للاقتصاد الفلسطيني.

## الفوائد الاقتصادية والاجتماعية وتكاليف الاحتلال
تعمل العديد من شركات الاحتلال في الضفة الغربية، وغالبًا ما يديرها المستوطنون الذين يتمتعون بمزايا الإعانات الحكومية وانخفاض الإيجارات ومعدلات الضرائب المواتية والوصول إلى العمالة الفلسطينية الرخيصة. تدعي هيومن رايتس ووتش أن «البصمة الجسدية»، مع 20 منطقة صناعية للاحتلال تغطي بحلول عام 2016 حوالي 1,365 هكتار، من هذه العمليات التجارية، الزراعية وغيرها، هي أكثر شمولاً من المستوطنات نفسها. إن القيود المفروضة على المشاريع الفلسطينية في المنطقة (ج) تسبب البطالة التي تم اجتثاثها بعد ذلك في المناطق الصناعية التي يمكن أن تستفيد من مجموعة من الناس دون فرص عمل إن لم تكن في المستوطنات. اشتكى بعض العمال الفلسطينيين في مجمع بركان الصناعي من عدم الكشف عن هويتهم من أنهم حصلوا على رواتب أقل من الحد الأدنى للأجور في الساعة (5.75 دولار)، مع مدفوعات تتراوح بين 1.50 دولار إلى 2-4 دولارات، مع وردية تصل إلى 12 ساعة، لا عطل، ولا إجازات مرضية، ولا المزايا الاجتماعية. يتم تصدير العديد من هذه الشركات إلى الخارج؛ مما يجعل العالم متواطئًا في مشروع التسوية.

تهدف سياسة الإحتلال إلى إعاقة أي شكل من أشكال المنافسة الفلسطينية مع المصالح الاقتصادية للاحتلال. تم طرح هذا النهج من قبل وزير الدفاع الإسرائيلي آنذاك يتسحاق رابين في عام 1986، والذي قال:
«لن يكون هناك أي تطور أطلقته الحكومة الإسرائيلية، ولن يتم منح تصاريح لتوسيع الزراعة أو الصناعة، والتي قد تتنافس مع دولة إسرائيل».
قدر البنك الدولي أن التكاليف الاقتصادية السنوية على الاقتصاد الفلسطيني للاحتلال للمنطقة ج وحدها في عام 2015 كانت 23% من الناتج القومي الإجمالي في التكاليف المباشرة، و 12% في التكاليف غير المباشرة، تماما 35% والتي جنبا إلى جنب مع الخسارة المالية للإيرادات 800 مليون دولار، ما مجموعه 5.2 مليار دولار. من الناحية المالية، يشير أحد التقديرات إلى أن «تسريب» الإيرادات الفلسطينية يعود إلى خزينة الاحتلال بنسبة 17% من إجمالي الإيرادات العامة الفلسطينية، 3.6% من الناتج القومي الإجمالي. قدرت تقديرات عام 2015 الإنفاق الحكومي للاحتلال السنوي على المستوطنات بمبلغ 1.1 مليار دولار أمريكي، على الرغم من أن هذا استنتاج نظرًا لأن الحكومة لا تبلغ عن نفقاتها على المستوطنات. بحلول عام 1982، أعاق الإنتاج الزراعي للاحتلال المدعوم والتدفق غير المعاق للمصنوعات التابعة للاحتلال نمو الصناعات التحويلية في الأراضي الفلسطينية. إن التعريفات الجمركية العالية التي يفرضها الاحتلال على الواردات من دول خارج المناطق المحتلة تعني أن المستهلكين الفلسطينيين لديهم خيار دفع أسعار مرتفعة للسلع المستوردة من دول أجنبية. تعرضت البضائع الفلسطينية المصدرة إلى الاحتلال للتعريفة الجمركية، التي كانت تصل إلى عام 1991 للاحتلال سنوياً مليون دولار، لكن صادرات الاحتلال إلى الأراضي الفلسطينية كانت معفاة من رسوم الاستيراد. نظرًا لأن النمو الاقتصادي الداخلي يعوقه قيود الاحتلال، وللتعويض، يعتمد 40% من الاقتصاد الفلسطيني على المساعدات الدولية، يُقال إن هذه المساعدات تشكل إعانة للاحتلال نفسه، مما يجعله «واحدًا من أرخص المهن»، للاحتلال. سمح بروتوكول باريس الموقع في عام 1994 للاحتلال بجمع ضريبة القيمة المضافة على جميع الواردات الفلسطينية والسلع من تلك الدولة أو التي تمر عبر موانئها، مع نظام إيرادات التخليص يمنحه سيطرة فعالة على ما يقرب من 75% من دخل السلطة الفلسطينية. يمكن للاحتلال أن يحجب تلك الإيرادات كتدبير عقابي، كما فعل ردًا على قرار السلطة الفلسطينية بالالتزام بالمحكمة الجنائية الدولية في عام 2015.
لخصت دراسة أجراها البنك الدولي عام 2009 إلى أن «عددًا قليلًا جدًا من الاقتصادات واجهت هذه المجموعة الشاملة من العقبات التي تحول دون الاستثمار- ليس فقط من العوائق الجسدية التي تعترض الحركة، ولكن أيضًا الحواجز المؤسسية والإدارية الشاملة التي تعترض وفورات الحجم والموارد الطبيعية، إلى جانب عدم وضوح المعرفة الأفق السياسي وعدم القدرة على التخطيط لحركة الناس والبضائع بشكل متوقع».

### مجال الاتصالات
بموجب اتفاقيات أوسلو، وافق الإحتلال على أن الأراضي الفلسطينية لها الحق في بناء وتشغيل شبكة اتصالات مستقلة. في عام 2016، خلص تحليل للبنك الدولي إلى أنه لم يتم تطبيق أحكام هذه الاتفاقية، مما تسبب في آثار ضارة ملحوظة على التنمية الفلسطينية. استغرق الأمر 8 سنوات حتى يوافق الاحتلال على طلب للحصول على ترددات لخدمات ثري جي، رغم أنها كانت محدودة، مما تسبب في عنق الزجاجة الذي ترك المنافسين للاحتلال بميزة سوقية متميزة. عانت القدرة التنافسية لشركة أوريدو الفلسطينية من القيود وتأخيرات الاحتلال، وما زال المشغلون المحتلون غير الشرعيين في الضفة الغربية، مع توفر خدمات الجيل الرابع بحلول ذلك التاريخ، يتمتعون بميزة غير عادلة على الشركات الفلسطينية. يفرض الاحتلال ثلاثة قيود أخرى تعرقل القدرة التنافسية الفلسطينية: القيود المفروضة على واردات المعدات لشركات الاتصالات وتكنولوجيا المعلومات والاتصالات، والحركة لتحسين تطوير وصيانة البنية التحتية في المنطقة ج، وأخيراً، يجب أن تمر الاتصالات الفلسطينية التي تصل إلى الروابط الدولية عبر شركات مع تسجيل تابع للاحتلال. من 2008 إلى 2016، خلصوا إلى أن التقدم في التفاوض على حلول لهذه المشاكل كان «ضئيلاً للغاية».

### التكاليف الاقتصادية العامة
ذكرت دراسة مشتركة أجرتها وزارة الاقتصاد الوطني الفلسطينية والباحثين في معهد الأبحاث التطبيقية في القدس أنه بحلول عام 2010، ارتفعت تكاليف الاحتلال في عام 2010 وحده إلى 84.9% من إجمالي الناتج المحلي الفلسطيني (6.897 مليار دولار أمريكي). تشير تقديراتهم لعام 2014 إلى أن التكلفة الاقتصادية الإجمالية للاحتلال بلغت 74.27% من الناتج المحلي الإجمالي الاسمي الفلسطيني، أو حوالي 9.46 مليار دولار أمريكي. بلغت تكلفة الاقتصاد للاحتلال بحلول عام 2007 حوالي 50 مليار دولار.

### تكاليف غير مباشرة للاحتلال
كما أن التكلفة غير المباشرة التي يتحملها اقتصاد الاحتلال مقابل نفقات الدفاع والحفاظ على العمليات في المناطق كانت باهظة. خلص أحد التحليلات إلى أن تكاليف الحفاظ على الاحتلال هي عامل يساهم في زيادة الفقر في المناطق المحتلة، حيث قفزت مستويات الفقر من أسرة واحدة من كل عشر أسر في سبعينيات القرن الماضي، مقارنة بواحدة من كل خمس أسر في الوقت الحالي. أدت التكاليف المرتفعة لدعم مشروع الاستيطان إلى تحويل الاستثمار من مدن التنمية للاحتلال على أطرافها وأدت إلى تخفيضات في قطاعات مثل الرعاية الصحية والتعليم والرعاية الاجتماعية. كانت الزيادة الاستيطانية في ظل حكومة الليكود في بيغن ضارة بالتنمية السكنية للاحتلال: 44% من إجمالي ميزانية وزارة الإسكان والتعمير في عام 1982 ذهبت إلى مستوطنات الضفة الغربية. كما أن استبدال العمالة الأجنبية المستوردة للفلسطينيين قد قلل أيضًا من قوة التفاوض للعمال المحتلون ذوي الياقات الزرقاء.
في أعقاب الانتفاضة الفلسطينية الثانية، تم تخفيض مخصصات الميزانية لشبكة الضمان الاجتماعي في المناطق المحتلة بشكل كبير: بين عامي 2001 و 2005 مع زيادة نفقات الدفاع، تم تخفيض مخصصات الأطفال بنسبة 45%، وتعويض البطالة بنسبة 47%، والحفاظ على الدخل بنسبة 25%. كان النمو السنوي، الذي بلغ 4.6 مليار شيكل، في ميزانية الدفاع للعقد 2007 وما بعده الذي أوصت به لجنة بروديت، بالقرب من إجمالي الإنفاق السنوي للاحتلال على التعليم العالي. يدعي متخصصو الدفاع أيضًا أن حراسة المستوطنين يقلل من الاستعداد القتالي للجنود، نظرًا لأن لديهم وقتًا أقل للتدريب. كما يقال إن منطق المستوطنات يقوض سيادة القانون في المستوطنات.

### التأثير الحضاري
قامت العديد من الدراسات، بعد عمل دانييل بارتال وجافرييل سالومون، بتحليل ظهور وتوحيد «روح النزاع»، أحد ما يعتبرونه ثلاثة عناصر رئيسية في المجتمع اليهودي - الآخرون هم ذاكرة جماعية للصراع والتوجهات العاطفية الجماعية - التي تطورت للتعامل مع ضغوط الصراع الصعب. يمكن تقسيم هذا المجمع إلى ثماني قيم مجتمعية تخبرنا بنظرة أحادية الجانب: (أ) عدالة قضية الاحتلال؛ (ب) الأمن (بما في ذلك البقاء على قيد الحياة على المستوى الوطني) (ج) الصور الجماعية الجماعية الإثنية المركزية؛ (د) ضحية الفرد؛ (هـ) نزع شرعية الخصم عن طريق إنكار إنسانيته، والسماح لأحد بإلحاق الأذى به؛ (و) الوطنية؛ (ز) المعتقدات التي تعزز التضامن الاجتماعي، بتجاهل الخلافات الداخلية؛ (ح) الاعتقاد بأن السلام هو الهدف. تشير الأبحاث الحديثة إلى أن أربعة من هذه - استمرار الشعور بالصدمة التاريخية وأخلاقيات الصراع (نزع الشرعية عن الخصم والأمن وإيذاء نفسه وعدالة أهدافه) - تؤثر باستمرار على صنع القرار بشأن الصراع في مناطق المحكمة العليا نفسها. وقد تم تطبيق نفس النموذج على المجتمع الفلسطيني، مع التأكيد على أنه من بين جميع المواضيع الوطنية في شكل المقاومة (المقاومة والاستعداد للتضحية بالنفس) تشكل أهم الهوية الفلسطينية.

## تضمين أوسع
قيل إن الاهتمام بالأمن الاحتلال «يتجاوز إلى حد كبير القاعدة السائدة في الدول الغربية الأخرى». أصبح القطاع الصناعي العسكري للإحتلال، الذي كان يستخدم في أوائل الثمانينيات من القرن الماضي، ربع جميع العمال الصناعيين الذين خصصوا 28% من الناتج القومي الإجمالي للنفقات الدفاعية، القطاع الأسرع نمواً في الاقتصاد بعد عام 1967. في عام 1981، صرح يعقوب مريدور أن الإحتلال يتطلع إلى لعب دور «الوكيل الأعلى» للولايات المتحدة في أمريكا الوسطى. بحلول عام 1984، وفقًا لجان ندفن بيترس، أصبحت الاحتلال واحد من أكبر مصدري الأسلحة في العالم، وأكبر مورد للأسلحة إلى أمريكا اللاتينية وأفريقيا جنوب الصحراء، حيث اكتسب الخبرة في فرض الأراضي المصادرة والمستوطنات في الضفة الغربية وقطاع غزة والجليل. وقال إن المعرفة بهذه الخلفية كانت مفيدة لتقييم «تصدير» الاحتلال لأساليبها، إلى دول مثل غواتيمالا وهندوراس ونيكاراغوا والسلفادور وسريلانكا، والتي يوجد في بعضها تكوينات متشابهة للسياسة المتعلقة بالأراضي والسيطرة والاستغلال. والسياسة السكانية والإرهاب. أحد المشاريع الاستيطانية في كوستاريكا، على سبيل المثال، يعتمد على الخبرة للإحتلال المشحونة في مشاريع الضفة الغربية.
لقد أثرت تقنيات الاحتلال للحرب الحضرية ضد الفلسطينيين في مدنهم وقراهم على العديد من القوى العسكرية الأخرى. يجادل الكثيرون بأن الأساليب التابعة للاحتلال التي تم تطويرها في نزاعهم مع الفلسطينيين كان لها تأثير كبير على الولايات المتحدة. مذاهب عسكرية طورت تحت إدارة جورج دبليو بوش. الادعاء الأمريكي بأن الأساليب الجديدة المطورة للحرب ضد الفلسطينين كانت ضرورية لأن الوضع لم يسبق له مثيل، وبالتالي حسب ادعاء الأمريكي كانت أرض حرام شرعية لها سابقة في ادعاءات الاحتلال بأن الحرب ضد الفلسطينين في الضفة الغربية كانت بمثابة أرض مباحة قانونية، وبالتالي سمحت بأساليب مثل الاغتيال خارج نطاق القضاء والإجراءات الوقائية، وهو المصطلح المستخدم بالفعل من قبل الاحتلال فيما يتعلق بنهجها للمقاومة في الضفة الغربية وغزة. إن أنظمة الأمن والحرب الحضرية عالية التقنية وأجهزة المراقبة المطورة أثناء تأمين الاحتلال وخاصة أثناء انتفاضة الأقصى، حوّل الاحتلال إلى واحدة من المصدرين الرئيسيين لهذه الأنظمة في العالم. أصبح الاحتلال رائد في تصنيع الطائرات بدون طيار، وأجهزة استشعار مراقبة الحدود، مع الميزة التجارية المتمثلة في «اختبار المعركة» لهذه الأجهزة في «المختبرات» في الأرض المحتلة.

## الملاحظات
1. ↑  On 7 June 1967, Israel issued "Proclamation Regarding Law and Administration (The West Bank Area) (No. 2)—1967" which established the military government in the West Bank and granted the commander of the area full legislative, executive, and judicial power. The proclamation kept in force local law that existed on 7 June 1967, excepting where contradicted by any new proclamation or military order.[1][2]
2. ↑  Jordan claimed it had a provisional sovereignty over the West Bank, a claim revoked in 1988 when it accepted the المجلس الوطني الفلسطيني's declaration of statehood in that year. Israel did not accept this passage of a claim to sovereignty, nor asserted its counter claim, holding that the Palestinian claim of sovereignty is incompatible with the fact that Israel is, in law, a belligerent occupant of the territory.[6] Secondly it regards the West Bank as a disputed territory on the technical argument that the Fourth Geneva Convention's stipulations do not apply since, in its view, the legal status of the territory is نوع بنفسه and not covered by international law, a position rejected by the ICJ.[7]
3. ↑  "The Israeli-Palestinian conflict is as prototypical case of a conflict which meets the criteria describing an intractable conflict: it is prolonged, irreconcilable, violent and perceived as having zero-game nature and total".[9]
4. ↑  "Decisions of the Israeli Supreme Court have held that the Israeli occupation of the territories has endured far longer than any occupation contemplated by the drafters of the rules of international law".[11]
5. ↑  "The Israel-Palestine issue has a strong claim to be the most closely studied conflict on earth. 'Voluminous' does not even begin to capture the sheer quantity of the material about it."[15]
6. ↑  The Hebrew word for Jewish settlement across the Green Line is hitnakhalut[27] and for "settlers", mitnakhalim implying an inheritance (nakhal),[28] whereas the contemporary Palestinian Arabic term for them, mustawtinin, etymologically suggests those who have taken root, or indigenized natives,[29] a term that historically has not borne negative connotations. "There was nothing derogatory or prejudicial in the use of the term al-mustawtinin, nor did it apply to Jews alone. It could refer equally to any Muslim who had recently taken up residence in Jerusalem but who had been born elsewhere within the Empire".[30] Down to 1948 Palestinians called Zionist settlements (but not traditional Jewish communities such as those in Hebron, طبريا and Jerusalem whose residents were often called Yahud awlad Arab, "Arab Jews/Jews who are the sons of Arabs") kubaniya (companies) or musta'amara / mustawtana only in the written language, and settlers khawaja (master, foreigner), musta'amara (colony, implying invasion and musta'amarin (colonizers) entered colloquial usage after 1948. From 1967 to 1993 al-mustawtin ("one who has turned the land into his homeland") and al mustawtana came to the fore to denote respectively settlers and settlements in the West Bank and Gaza.[31]
7. ↑  "At least five categories of major violations of القانون الدولي لحقوق الإنسان and humanitarian law characterize the occupation: unlawful killings; forced displacement; abusive detention; the closure of the Gaza Strip and other unjustified restrictions on movement; and the development of settlements, along with the accompanying discriminatory policies that disadvantage Palestinians".[32]
8. ↑  "Lowstedt and Madhoun 2003 found that the term 'retaliation' was used to describe Israeli attacks while information about events preceding Palestinians' violent actions tended to be omitted (Philo and Berry, 2004 160-164, 177), and this helped strengthen the plausibility to the dominant narrative, which is that Israel only retaliates against Palestinian violence in self-defence, and never initiates it."[36]
9. ↑  "channelling public discourse in a pro-Israeli direction is crucially important, because an open and candid discussion of Israeli policy in the Occupied Territories, Israeli history, and the اللوبي الإسرائيلي في الولايات المتحدة in shaping America's Middle East policy might easily lead more Americans to question existing policy".[38]
10. ↑  "A partial Jewish state is not the end, but only the beginning. The establishment of such a Jewish State will serve as a means in our historical efforts to redeem the country in its entirety...We will expel the Arabs and take their places.. with the force at our disposal." (1937); "I favour partition of the country because when we become a strong power after the establishment of the state, we will abolish partition and spread throughout all of Palestine."(1938)[51]
11. ↑  "Events leading up to the Six-Day War show that the order established in 1957 had broken down long before Nasser decided to remilitarize the Sinai Peninsula. The greater the military advantage in relation to the Arab armies grew and the closer Israel came to developing a nuclear weapon, the larger and more extensive the IDF 'punitive operations' became. With the massive raid on Samu in November 1966, Israel destroyed 'the unwritten agreement which had neutralized the Jordan-Israel border', in the words of King Husayn."[53]
12. ↑  "Dayan ordered his troops to dig in on the slopes east of Jerusalem. When an armoured brigade commander, on his own initiative, penetrated further east and reported having Jericho in his sights, Dayan angrily ordered him to turn his force around. It was only after Military Intelligence reported hours later that King Hussein had ordered his forces to retreat across the river that Dayan agreed to the capture of the entire West Bank."[56]
13. ↑  "On the Palestinian side there seems to be an apparent lack of interest in law, legal confusion and very serious lacunae in the laws passed after the agreements with Israel were concluded".[87]
14. ↑  In Ariel Handel's analysis, the 124 "legal" settlements, though forming only 2% of the West Bank's land surface have municipal jurisdictions which extend over 42% of the territory, and form one single حي سكني مسور within which the Palestinian towns and villages become "islands".[89] For example, the محافظة الخليل has a Palestinian population of 684,247 (2013) but 7.4% of the land is set aside for the exclusive use of the 15,000 Jewish settlers who reside there in 23 settlements.[90]
15. ↑  Five mechanism have been identified: (a) Seizure for Military Needs. (b) recourse to the Ottoman Law Code of 1858. (c) Absentee Property. (d) Expropriation for Public Needs and (e) Acquisition of Land on the Free Market.[103]
16. ↑  "Sasson implicated the full range of authorities –military and civilian- in breaking the law and pointed to the Civil Administration of the OPT as the hub of illegality."[105]
17. ↑  "The very nature of settler states, their establishment, consolidation and driving ideology, requires a realpolitik approach to the indigenous population(s) because the state itself can be established only at their expense and the expense of their descendants. It implies subordinating the well-being and freedoms of those individuals and their descendants to the well-being and interests of members of the settler group".[115]
18. ↑  "It is important to emphasize that settler colonial objectives have informed Zionist actions pre-1948, post-1948, and post-1967. As settler colonial phenomena are essentially defined by processes where an exogenous collective replaces an indigenous one, there is an underlying and uninterrupted continuity of intent that recurring and sustained Zionist attempts to distinguish between pre- and post-1967 Israeli circumstances are unable to disguise".[116]
19. ↑  "To export a European problem, a more or less shared anti-Semitism from East to West with an admitted peak in the Center of Europe and drop it, not at the doorstep, but well inside the house of the Arabs, can only be understood against a background of century-long traditions of Western colonialism".[117]
20. ↑  "The state of Israel's ideology is explicitly an exclusionary ethnoculturally based nationalism. Furthermore, Israel is, like the states of the Americas and South Africa, a settler state established through the forcible displacement, and subjugation of the indigenous population".[119]
21. ↑  'The centrality of the "settlement enterprise" within the occupation is partially obscured by the use of the multivalent and anodyne term settlement, a word than among other meanings denotes the ending of a dispute or the calming of a contestation. The problem is that settlement is a مفردة متمكنة that dangles free of any socially compelling connotation and is devoid of political context. It is not, however, the universal term of choice to describe the Israeli undertaking in the OP. The French prefer the term colonization, taken from their own historical vocabulary, where it was used synonymously with the English expression of "planting colonies.".. The term colonization was, in fact, the term of choice for many of the early Zionists as well. In the 1880s, the settlers of the first عليا (wave of Jewish immigration to Palestine between 1882 and 1903) named their form of settlement موشافs, the Hebrew equivalent of colony. آرثر روبين, head of the World Zionist Organization's يافا office, titled his 1926 book The Agricultural Colonization of the Zionist Organization in Palestine, and زئيف جابوتينسكي not only used the term in his famed 1923 article (On)الجدار الحديدي but sought to dispel any confusion about its meaning and significance as follows:"Colonization carries its own explanation, the only possible explanation, unalterable and clear as daylight to every Jew and every Arab with his wits about him." Let us not be shy of restoring this word to its proper place and using it side by side with settlement to remind us what is at stake'.[124]
22. ↑  Israeli advisers, from 1984 onwards, assisted the government of سريلانكا in stamping out the الحرب الأهلية السريلانكية, in a conflict where the تاميليو سريلانكا were likened to Palestinians to be smoted hip and thigh like the Philistines, and the encroachment of سنهاليون to fragment Tamil villages was likened to the function of Gush Etzion, in turning the شبه جزيرة جافنا  [لغات أخرى]‏ into a kind of West Bank.[132]
23. ↑  "The movement behind Israel's civilian settlement throughout the Occupied Territories has been driven by religious and ideological motivations from day one".[126]
24. ↑  42,650 dunams were set aside for colonial settlement in 1970-1971; 8,850 dunums in 1971-1972; 8,807 in 1973-1974; 10,722 in 1974-1975 and 1,653 in 1975-1976.[122]
25. ↑  Yiftachel misprints 129,000 by the end of Likud's second term in 1984. Ian Lustick puts the figure at 44,000.[143][100]
26. ↑  "Not so long ago, يطا was hardly more than a village; today it spills over the golden-brown hilltops for miles-many refugees from the caves and elsewhere have come to rest, for now, in the town. Yata is poor, dry, unfinished, littered with the inevitable flotsam and jetsam of modern Palestine-the wrecks of old cars, the dusty grocery shops, the graffiti left over from the last election, the sheep and goats and barefoot children, the disintegrating old stone houses dwarfed by ugly, recent buildings, the medieval ruins overgrown by scraggly grass and thorns."[160]
27. ↑  Meron as a youth had survived 4 years in the Nazi concentration camp at تشيستوخوفا and Gorenberg comments "The boy who received his first education in war crimes as a victim was on his way to becoming one of the world's most prominent experts on the limits that nations put on the conduct of war."[163]
28. ↑  "The Israeli Foreign Ministry has also contributed a rationale for rejecting Israel's de jure obligation to uphold the Fourth Convention, arguing that the Convention only prohibits civilian transfers compelled by the government, not voluntary transfers undertaken by the civilians themselves. Recall the language of Article 49: 'The Occupying Power shall not transfer its own civilians into the territory it occupies' (emphasis added). On the Foreign Minister's reading, even if the Geneva Convention applies, voluntary transfers do not violate it, because the Occupying Power is not doing the transfer."[166]
29. ↑  Derek Penslar has argued that, "Israel, unlike the Jewish global conspiracy of the European antisemitic imagination, does exist. Precisely because Arab antisemitism's fantasies are far more thoroughly grounded in reality than those of their European predecessors, a necessary, although admittedly insufficient, precondition for deconstructing those fantasies will be a radical transformation of Israel's borders and policies towards Arabs both within and outside of the state".[169]
30. ↑  "The goal of these acts of sabotage, known as 'Price Tag', is to send a message to the government that dismantling settlements and illegal outposts will be met with retaliation and rioting.. Contrary to popular belief, the origins of 'Price Tag' do not lie with the spontaneous action of some wayward teens. This is a carefully thought-out strategy set in motion by the very heart of the settler establishment – the مجلس إقليمي, which initially also oversaw implementation".[175]
31. ↑  "These terms are used in a neutral and value-free sense. In saying that someone is in the dominator position, we refer to the objective fact that he/she belongs to the stronger side in the relationship without necessarily attaching to this fact a value or an ethical judgment. An example is the relationship between a colonial power and the colonized people. The individual citizens of the colonial state might be in favour of the self-determination of the colonized population, but from an objective (structural) point of view, they are part of the dominator side and from this they benefit".[182]
32. ↑  "First, force to deny self-determination is prohibited under international law. Second, and conversely, 'forcible resistance to forcible denial of self-determination—by imposing or maintaining colonial or alien domination—is legitimate according to the Declaration.' Third, movements to achieve self-determination, although not qualifying as states, have standing in international law, including the right to receive support from outside actors. Finally, third-party governments can treat such movements as legitimate without encroaching on the rights of the state exercising control over the territory and its inhabitants."[185]
33. ↑  "Palestinians and Israelis would be trading fundamentally unlike assets, one tangible, the other intangible. Palestinians would give up moral claims, acquiescing in the denial of their right to return and bestowing legitimacy on their dispossessors by recognizing the vast majority of their homeland as a Jewish state. Israelis, by contrast, would be committing to a physical withdrawal from land under their full control. The crucial difference between these two types of assets is that, once the parties had accepted the parameters, only the intangible ones would disappear. The land, by contrast, would remain in Israel's possession until the parties reached a comprehensive settlement, an outcome that an agreed framework by no means guarantees".[188]
34. ↑  "Applying many of the principles of IDF warfare to bargaining, soldiers in mufti are prone to treat diplomatic talks as analogous to wars of attrition and conducting them according to one of two models: either as a game of waiting out the opponent, or as a lightening offensive aimed at breaking the back of resistance. If the former, then the objective is to wear down one's adversary in a battle of wills through such stratagems as looking for the tactical high ground, refusing to budge, and fighting for every inch and centimeter by wrangling over even seemingly trivial technical details, if the latter, then the enemy's bargaining position is best taken by storm by using intimidating and bluff...The basic inclination is to assume neither goodwill nor magnanimity on the part of the Arab opponents".[189]
35. ↑  Bulldozers were used in the مجزرة جنين and razed houses with family members in them.[191]
36. ↑  Between 2000 and 2012, at least 18 Palestinians, among them 12 minors, were killed by such bullets.[197]
37. ↑  This was a new مكافحة الشغب first reported in the West Bank in July 2002. It consists of small plastic projectiles fired from launchers, and causing an effect like an electric shock, and reportedly its effects induced severe skin injuries are far more serious than those caused by pepperball tactical powder munitions  [لغات أخرى]‏[200]
38. ↑  Dum dum ammunition was subsequently banned by Israel's المحامي العسكري العام.[206]
39. ↑  "Sumūd is watching your home turn into a prison. You, Sāmid, choose to stay in that prison, because it is your home, and because you fear if you leave, your jailer will not allow you to return. Living like this you must constantly resist the twin temptations of either acquiescing in the jailer's plan in numb despair, or becoming crazed by consuming hatred for your jailer and yourself, the prisoner." Radi Shehadeh.[209]
40. ↑  بيني موريس:"I saw the first intifada that erupted in the winter of 1987 as an effort of a people to throw off a 20-year military occupation. This effort, in the main, was not lethal, and the protesters did not use live-fire weapons."[214]
41. ↑  The first attempted suicide bombing in the West Bank took place at the Israeli settlement of ميخولا on 16 April 1993, killing only the bomber, though injuring 8 Israelis in nearby buses. The beginning of slashing with knives is sometimes dated to the immediate aftermath of the killing of 18 Palestinians on the مذبحة الأقصى الأولى, after they threw stones at Jews at prayer at the Western Wall. A lone wolf, Omar Abu Sirah, then ran amok killing three Israelis with his butcher's knife. This however was a one-off event for the period.[218]
42. ↑  In talks that week with Jacques Chirac, إيهود باراك was told: "This morning, sixty-four Palestinians are dead, nine Israeli-Arabs were also killed, and you're pressing on. You cannot, Mr Prime Minister, explain this ratio in the number of [killed and] wounded. You cannot make anyone believe that the Palestinians are the aggressors.... If you continue to fire from helicopters on people throwing rocks, and you continue to refuse an international inquiry, you are turning down a gesture from Arafat".[222]
43. ↑  "(In) the four major wars Israel fought, Palestinian participation was extraordinarily low. In 1948, of a population of 1.3 million, only a few thousand Palestinians joined irregular forces or the Arab Salvation Army; in the 1956, 1967, and 1973 wars, Palestinian contributions were also slight. The violence that Palestinians did lead over the decades was many times less deadly than struggles against foreign occupiers elsewhere in the world. From the first Palestinian riots in 1920 until the end of June 2015, according to Israeli government sources, fewer than four thousand Jews (forty per year) were killed as a result of Palestinian violence, including the Intifadas and wars in Gaza."[223]
44. ↑  "house searches without warrants, night raids, preventive detention, collective punishment, caning and flogging, deportation, the confiscation or destruction of the homes of actual or presumed rebels, and in some cases even the torture of suspects and prisoners, and responding to demonstrations 'massive force..causing numerous casualties'. With the sole exception of caning, all of these tactics had, by the end of the Second Intifada, become standard practice in Israel's management of the occupied territories".[224][225]
45. ↑  "The Defense (Emergency) Regulations of 1945 have their origins in the State of Emergency Laws of 1936 and the Defense Laws of 1939 which were introduced by the Mandatory Authority in Palestine (British) to deal with the rising Arab opposition to both the continuation of the British Mandate and Jewish immigration to Palestine between 1936-1945."[236]
46. ↑  A representative from Israel's Ministry for the Interior explained that this West Banker lived in Israel and as an alien, must be deported: "Only the State of Israel is responsible for people residing in it and it has decided unequivocally, based on the deportation order against him, that he must return to Brazil".[240]
47. ↑  Article 53: "Any destruction by the Occupying Power of real or personal property belonging individually or collectively to private persons or to the State, or to other public authorities, or to social or cooperative organizations, is prohibited, except where such destruction is rendered absolutely necessary by military operations."[242]
48. ↑  "The instability caused by the revolt was augmented by increasingly brutal measures taken during the British counterinsurgency campaign: emergency regulations, military courts, collective punishment, the demolition of houses (and indeed entire neighbourhoods), looting, revenge killings, and the like."[243]
49. ↑  When the الخليل settlement was established without Israeli government authority, a barbed wire fence to protect settlers was erected in front of the shops and all Palestinian shoppers had to be frisked before entering them.[246]
50. ↑  "An old man, Salim Id Al-Hathalin, grabs hold of me. He is waving papers - one a receipt from the tax authorities, confirming that he has paid taxes on the land he owns here in the village; the other a demolition order issued by the Civil Administration against his makeshift tent-cum-hut, which he points out to me as he cries: 'Why do they want to destroy my house? Where can I go? Can I go to America? I have nothing and they want to take that nothing from me. Can you help me? Where am I supposed to go?'"[251]
51. ↑  "Every week thousands of soldiers, flesh of our flesh, create these statistics, which our amnesia devours."[265]
52. ↑  "Though both Palestinian and Israeli children are victims of the conflict, Israeli Jewish children are seen as proper innocent victims of terrorism in contrast to Palestinian children who are often perceived as dangerous props of irresponsible parents, a conniving Palestinian Authority and desperate militant groups."[291]
53. ↑  زئيف شيف, an Israeli military correspondent at the time, wrote: "The extent of the injuries caused by the new policy was harrowing. Considering that whole corps of soldiers were engaged in battering away at defenseless citizens, it is hardly surprising that thousands of Palestinians – many of them innocent of any wrong-doing – were badly injured, some to the point of being handicapped. There were countless instances in which young Arabs were dragged behind walls or deserted buildings and systematically beaten all but senseless. The clubs descended on limbs, joints, and ribs until they could be heard to crack- especially as Rabin let slip a 'break their bones' remark in a television interview which many soldiers took as a recommendation, if not exactly an order".[293]
54. ↑  For the first 3 years, from December 1987 to December 1990, the figure is 106,660.[295]
55. ↑  "During the late 1970s and 1980s Israel also continued relentlessly to expand its land control over the territories.. This expansion was backed by a tight check over the development of Palestinian villages and towns, where hundreds of houses on private lands were demolished every year on the grounds that they were illegal or, more recently, a threat to the security of Jewish settlers. Other forms of Palestinian commercial and public development were stifled by the restrictive policies of military government, in effect ghettoizing the locals in their towns and villages and making them dependent on distant Jewish employment."[302]
56. ↑  "By carefully exploring the South African apartheid edifice, particularly the Bantustans, and comparing it with the structural developments set in place in the Palestinian territory since the Oslo process, it shows how the West Bank and Gaza Strip have moved towards a process of 'Bantustanization' rather than of sovereign independence."[304]
57. ↑  "South Africa's homeland policy exhibits a similar architecture of domination combined with racial arithmetic as applied by Israel: Transkei, for example, is characterized by 'physical fragmentation of territory, combined with ethnic dispersal'."[256]
58. ↑  "legal asymmetry which probably most characterizes this conflict. From 1948 onwards, Israel has been a state with its own territory, internationally recognized borders, a clear political agenda, a defined foreign policy, and a powerful and well-organized army. In contrast, the Palestinians had to fight to move from the status of 'non-existence' – if not as 'refugees' — to recognition as a nation, with their own right to a national state. Also, during the years of the British Mandate (1922-1948), despite the fact that both Jews and Arabs were living in Palestine under British power, legal asymmetry was evident. Jews were recognized as a nation whose rights were guaranteed by the text of the Mandate, while the Palestinians were not. This asymmetry had not existed at the beginning of the conflict (1880-1920) when some Eastern European Jews started to immigrate to Palestinian territory, at the time under the sovereignty of the Ottoman Empire."[313]
59. ↑  In his study of the IDF Samy Cohen writes that: "In over 60 years of counterterrorism, warfare, little seems to have changed in the Israeli army mindset since the foundation of the state of Israel. In response to a terrorist threat or an insurgency, be it armed or unarmed, the IDF employs the same sort of response – disproportionate response – striking both combatants and noncombatants at once when it is impossible to strike one without hitting the other, with a certain degree of intentional excess, while trying to refrain from spilling over into mass crime..Disproportionate response is.. an essential component of Israeli strategic culture".[345]
60. ↑  "All Palestinians are exposed to non-stop monitoring without any legal protection. Junior soldiers can decide when someone is a target for the collection of information. There is no procedure in place to determine whether the violation of the individual's rights is necessarily justifiable. The notion of rights for Palestinians does not exist at all. Not even as an idea to be disregarded."قالب:Spf
61. ↑  "If you're homosexual and know someone who knows a wanted person – and we need to know about it – Israel will make your life miserable. If you need emergency medical treatment in Israel, the West Bank or abroad – we searched for you. The state of Israel will allow you to die before we let you leave for treatment without giving information on your wanted cousin".قالب:Spf
62. ↑  "the القرآن regards the olive tree as one of two trees blessed by Allah (the other is the fig)."[384]
63. ↑  1967. The legal norm that has had the most effect on the shaping of tree struggles in the West Bank is Article 78 of the Ottoman Land Code (1274 to the العام الهجري, the Muslim calendar). Put simply, Article 78 grants a long- time cultivator the right of adverse possession... Article 78 of the 1858 Ottoman Land Code states that "every one who has possessed and cultivated Miri land for ten years without dispute acquires a right by prescription [...], and he shall be given a new title deed gratuitously"[386]
64. ↑  "Like children, their trees look so naïve, as they cannot harm anyone- But like (their) children, several years later they turn into a ticking bomb."[387]
65. ↑  In rabbinical tradition, felling olive trees is forbidden. The بيت إيل settlement's rabbi Zalman Melamed  [لغات أخرى]‏ permits of only one exception, i.e. when they are known to serve as terrorist hideouts.[389]
66. ↑  Following scandals suggesting many of these removed trees were being sold underhand in Israel, with a 600-year-old olive tree earning a market price of $8,000, the IDF undertook to offer to replant them if the Palestinian owner could find other land for them.[391]
67. ↑  "Keeping Tel Aviv, Haifa, and the other cities of the Israeli coastal plain from running dry depends on blocking Arab water development in the West Bank that could stop the aquifers flow westward: hence the ban on Arab wells".[399]
68. ↑  "These economic costs are partially paid by the international community's funds which are creating one of the cheapest occupations and relieve Israel from its duties and responsibilities as an Occupying Power".[425]
69. ↑  Dr Ruby Nathanzon of the Macro Center for Political Economy: "Imagine how much less poverty there could have been in Israel.. There's a terrible distortion, an enormous economic cost in addition to the huge military burden".[430]
70. ↑  "the settlements systematically undermine Israel's rule of law. The project of settling the West Bank was based on flaunting Israeli law from the outset (the Passover feast held to stake a claim in Hebron, the settling of سبسطية, and later the proliferation of outposts that are illegal even under Israeli law). Forging documents, deceiving authorities, flagrantly breaching the law – all these are what made the massive land grab possible, along with the covert mechanisms for channelling taxpayer funds into the settlements far from the public eye".[435]
71. ↑  "In 1981, يعقوب مريدور told a gathering of Israeli businessmen: 'Israel coveted the job of top Washington proxy in Central America'."[305]
72. ↑  "One of the main reasons why Israeli military doctrine on urban operations became so influential among other militaries is that Israel's conflict with the Palestinians since the Intifada has had a distinct urban dimension."[444]

</references>